# Cassinomagus

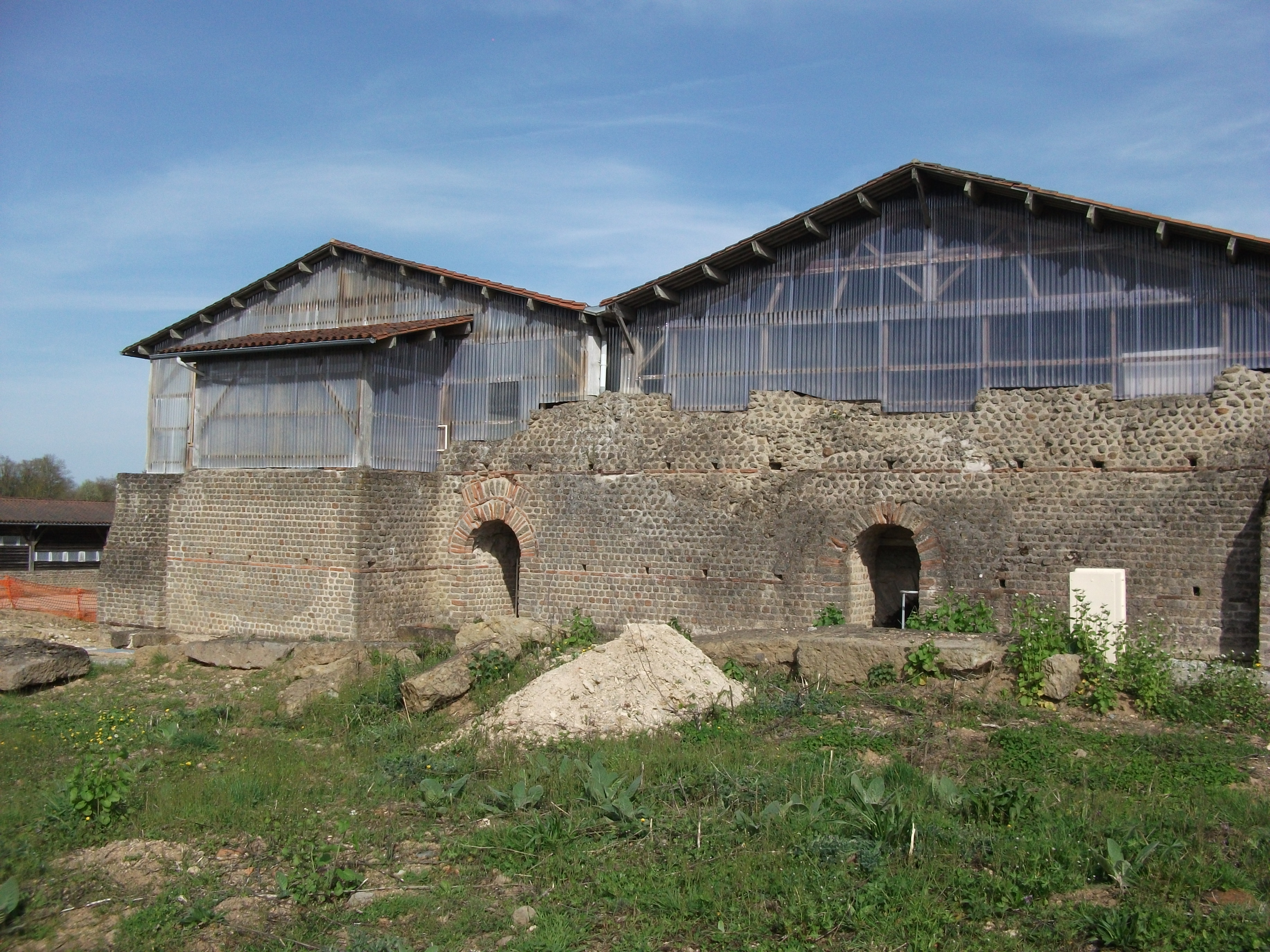
Une partie de la façade ouest de l'ensemble thermal : caldarium à gauche et sudatio à droite.

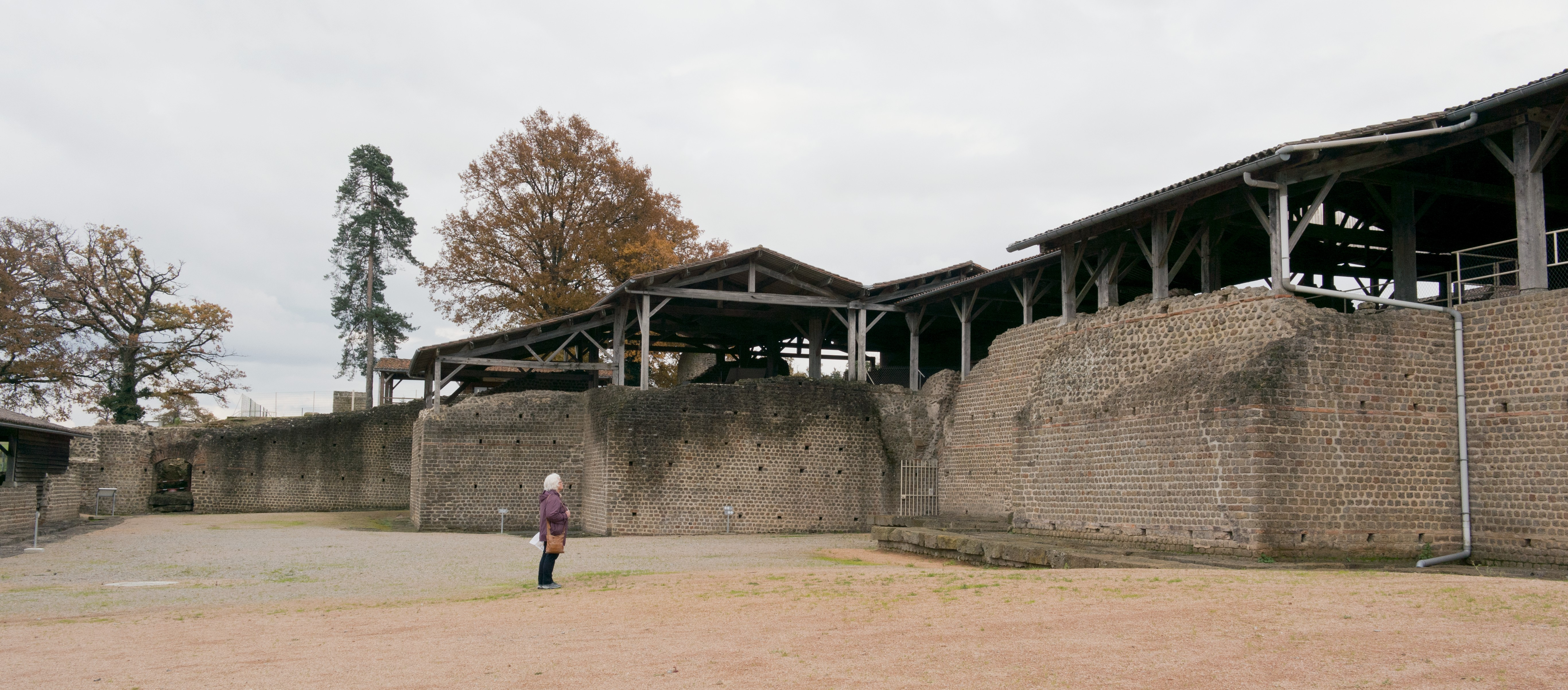
La cour nord des thermes.

Cassinomagus est le nom antique d'une agglomération dotée d'un ensemble monumental gallo-romain, établie entre le Ier et le IVe siècle sur l'actuel territoire de la commune de Chassenon, dans le département de la Charente, aujourd'hui en France. 
Ce site archéologique est célèbre pour l'état de conservation exceptionnel de ses thermes du Ier siècle, connus sous le nom de thermes de Chassenon ou « thermes de Longeas ».
Les constructions ont fait un usage particulièrement abondant d'impactite issue de l'astroblème de Rochechouart-Chassenon.

## Situation
Le site se trouve à Chassenon, avec les principaux monuments publics en bordure sud-est du bourg. Il est situé sur la limite est du département de la Charente, avec Rochechouart à 5 km au sud-est dans la Haute-Vienne. Dans une plus large perspective, Angoulême est à 60 km au sud-ouest, Limoges à 45 km à l'est et Poitiers à 97 km au nord-nord-ouest.
Installé sur un plateau bordé au nord par la Vienne (affluent de la Loire), le site est à l'extrémité sud d'une vallée longue d'environ 1,2 km creusée par un petit ruisseau affluent de la Vienne en rive gauche.

### Situation historique
L'antique Cassinomagus, indiquée sur la table de Peutinger, est située dans la partie ouest du territoire des Lémovices, en position frontalière et à proximité de trois autres civitae : au nord et nord-ouest les Pictons (civitas : Poitiers / Lemonum) ; à l'ouest les Santons (futurs Angoumoisins, civitas Saintes / Mediolanum Santonum) ; et au sud les Pétrocores (civitas : Périgueux / Vesunna),.
Elle se trouve au carrefour de deux grandes voies :
- l'une est la voie d'Agrippa reliant Saintes (Mediolanum Santonum, 130 km à l'ouest) à Lyon[2] (mais non Limoges[4]), qui passe probablement immédiatement au sud du complexe monumental de Cassinomagus par la rue de l'Aubert et le chemin de Champonger[5] ;
- l'autre reliant Périgueux (Vesunna, 90 km au sud) et Poitiers (Lemonum)[2] en passant la Vienne sur un pont au lieu-dit le Pilas[6] (2 km N-E de Chassenon).

Une autre voie part de Cassinomagus pour rejoindre Aulnay (Aunedonnacum, Charente-Maritime).
L'abbé Michon (1844) décrit en détail l'itinéraire suivi par la voie reliant Saintes (Mediolanum Santonum) à Lyon. Il précise aussi que la voie de la carte de Peutinger est celle qui passe à Charmé et à Aunay mais que ce n'est pas celle qui relie Limoges à Saintes :

« La carte si intéressante de Peutinger, tout en nous donnant une indication bien précieuse sur une voie passant à Charmé et à Aulnay, a fait commettre une grave erreur en laissant croire que c'était la voie de Limoges à Saintes. Nous allons décrire tout à l'heure la voie tracée sur la carte de Peutinger. Ce qu'il faut établir maintenant, c'est qu'une magnifique voie romaine, bien pavée, presque en ligne droite conduisait de Limoges à Saintes par Chassenon et le fort de Saint-Sévère. Outre la traversée du Solençon et de la forêt de Jarnac où elle se voit très bien pavée, je l'ai trouvée encore parfaitement conservée entre la Péruse et Chassenon […] Je dois dire que cette voie est la seule qui se soit conservée aussi intacte dans le pays, et cependant c'est celle dont les papiers et les livres n'ont jamais parlé. »

— Michon (1844)
Cassinomagus est ainsi doublement relié à son chef-lieu de l'époque, Limoges : par la route et par la rivière.

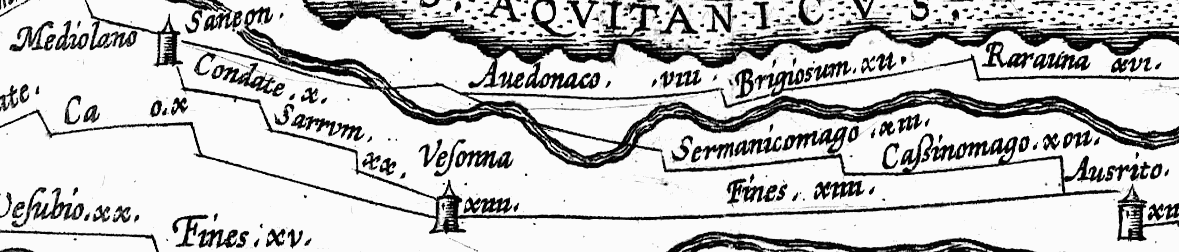
Extrait de la table de Peutinger :
Caßinomago à droite, entre Sermanicomagus et Augustoritum (Limoges).

### Situation géologique
Le site est à la jonction des granites du socle hercynien (plateau du Limousin) à l'est, et des calcaires de l'Angoumois à l'ouest,. Il est surtout au cœur de l'astroblème de Rochechouart-Chassenon, unique en France.

#### L'astroblème de Rochechouart-Chassenon
La géologie du site est dominée par un événement majeur : la chute de l'astroblème de Rochechouart-Chassenon, une météorite pouvant mesurer un kilomètre et demi de diamètre percutant la Terre au lieu-dit de La Judie sur Pressignac, la commune limitrophe au sud-ouest. Cette chute a été datée en 2010 à environ 203 Ma, c'est-à-dire à la transition entre Trias et Jurassique. À l'époque, le climat est chaud ; et l'endroit de l'impact est près de la côte (océan Thétys mais semble-t-il encore sur la terre ferme (les brèches d'impact n'ont révélé aucun débris de roche sédimentaire marine).
Elle laisse un cratère d'environ 20 km de diamètre. En 1967, François Kraut (1907-1983), géologue, démontre l'origine de ces roches que l'on pensait jusque là d'origine volcanique.
Aujourd'hui, l'érosion a effacé toute trace dans le relief ; seul le léger détour de la Vienne vers le Sud entre Saint-Junien et Exideuil-sur-Vienne pourrait lui être attribué.[réf. nécessaire] Par contre, le sous-sol conserve les marques d'intense dislocation ; et de nombreuses roches fracturées, fondues, projetées par l'impact puis retombées, que l'on appelle des impactites ou brèches polygéniques de retombée. À Chassenon, deux types de brèches ont été identifiés : les impactites de type Chassenon, qui contiennent des inclusions vitreuses riches en fer et en nickel (résidus de fusion de la météorite) ; et les impactites de type Rochechouart, qui n'en contiennent pas. La couche d'impactites atteint en certains endroits 100 m d'épaisseur.
Ces brèches sont utilisées pour la construction, non seulement des monuments gallo-romains, mais des habitations qui se succèdent au cours des siècles y compris dans Chassenon même.

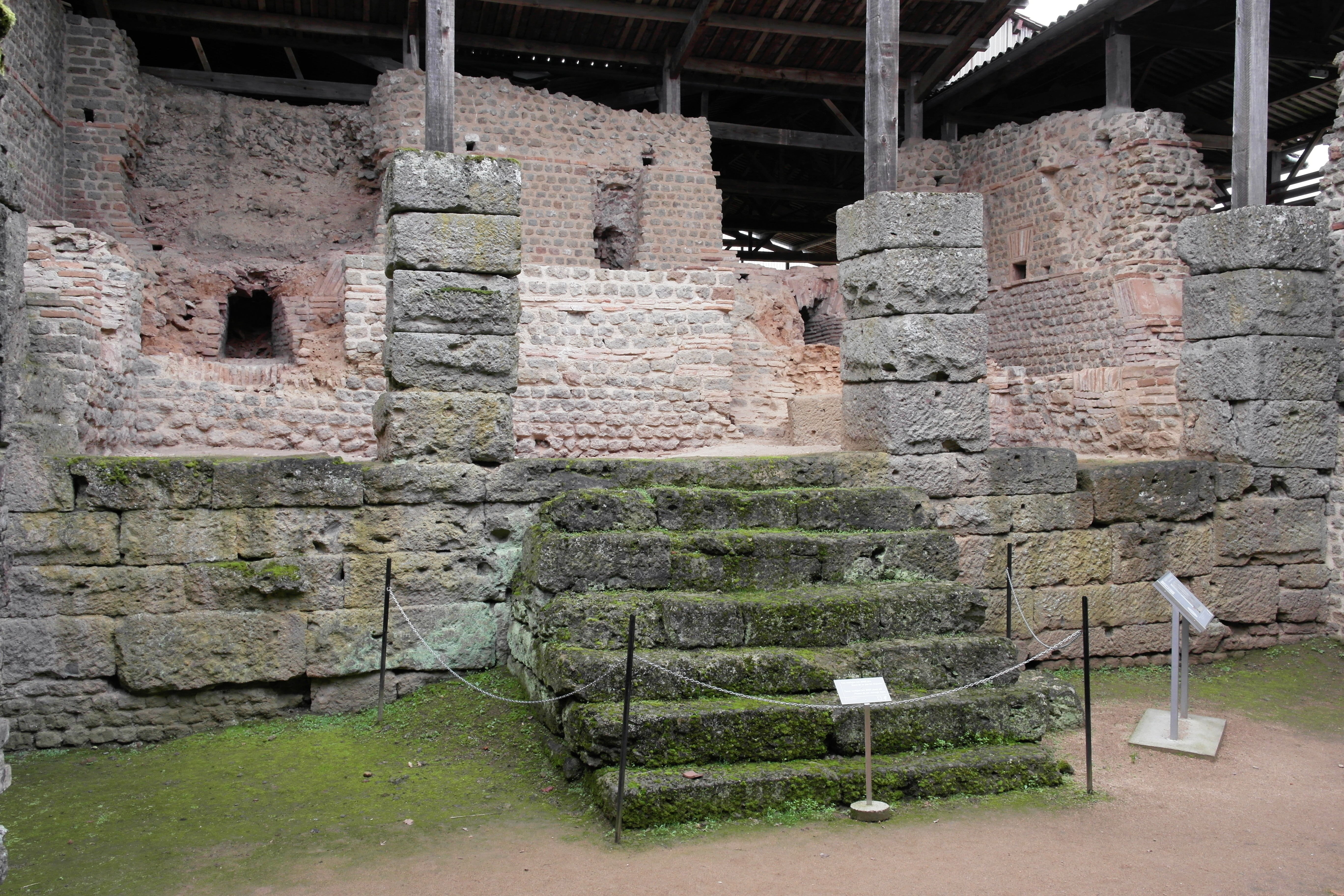
Thermes : construction en impactite.
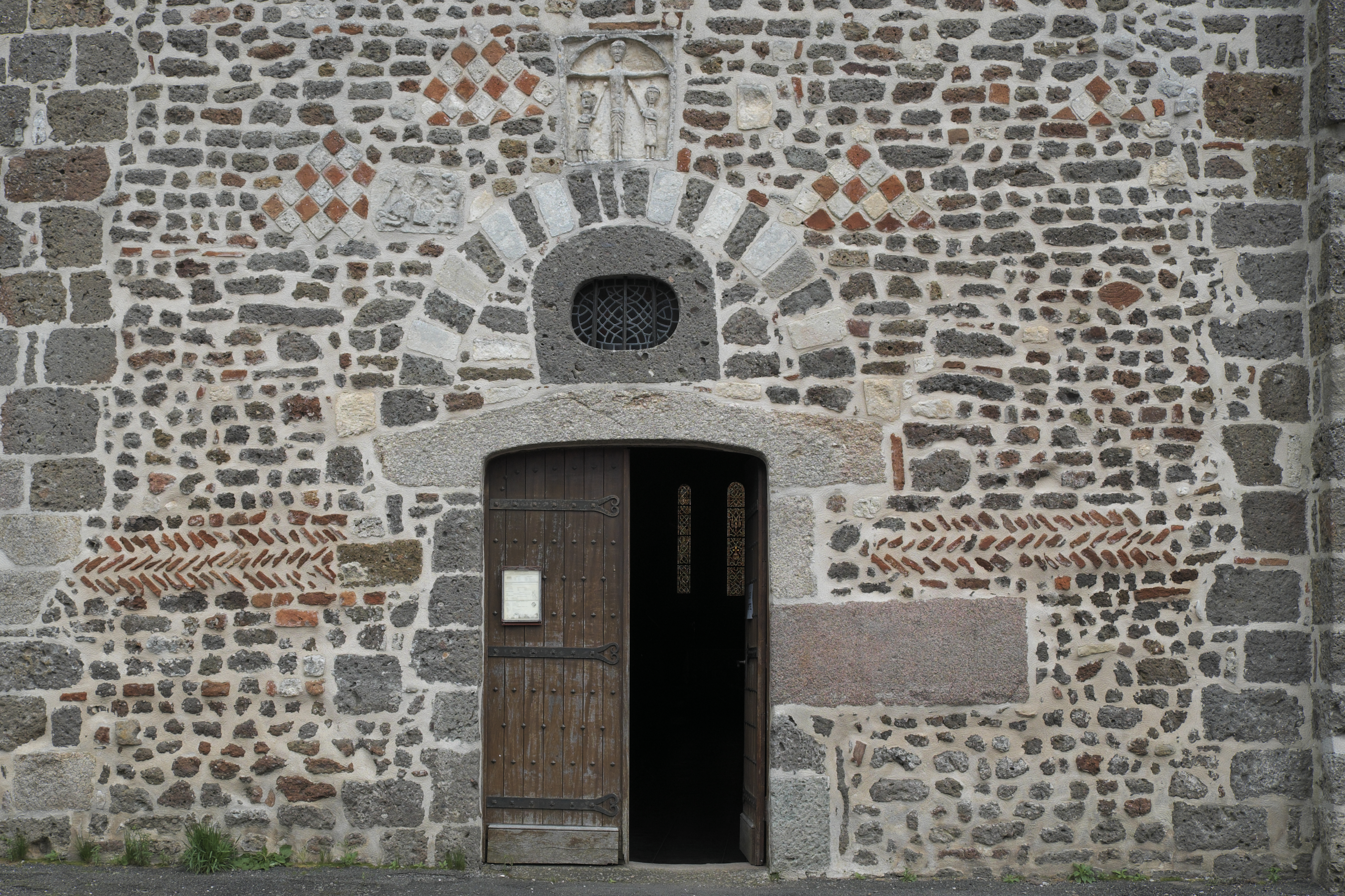
Les blocs gris des impactites (ou « brèches ») de l'église Saint-Jean-Baptiste de Chassenon. Les blocs blancs sont du calcaire.
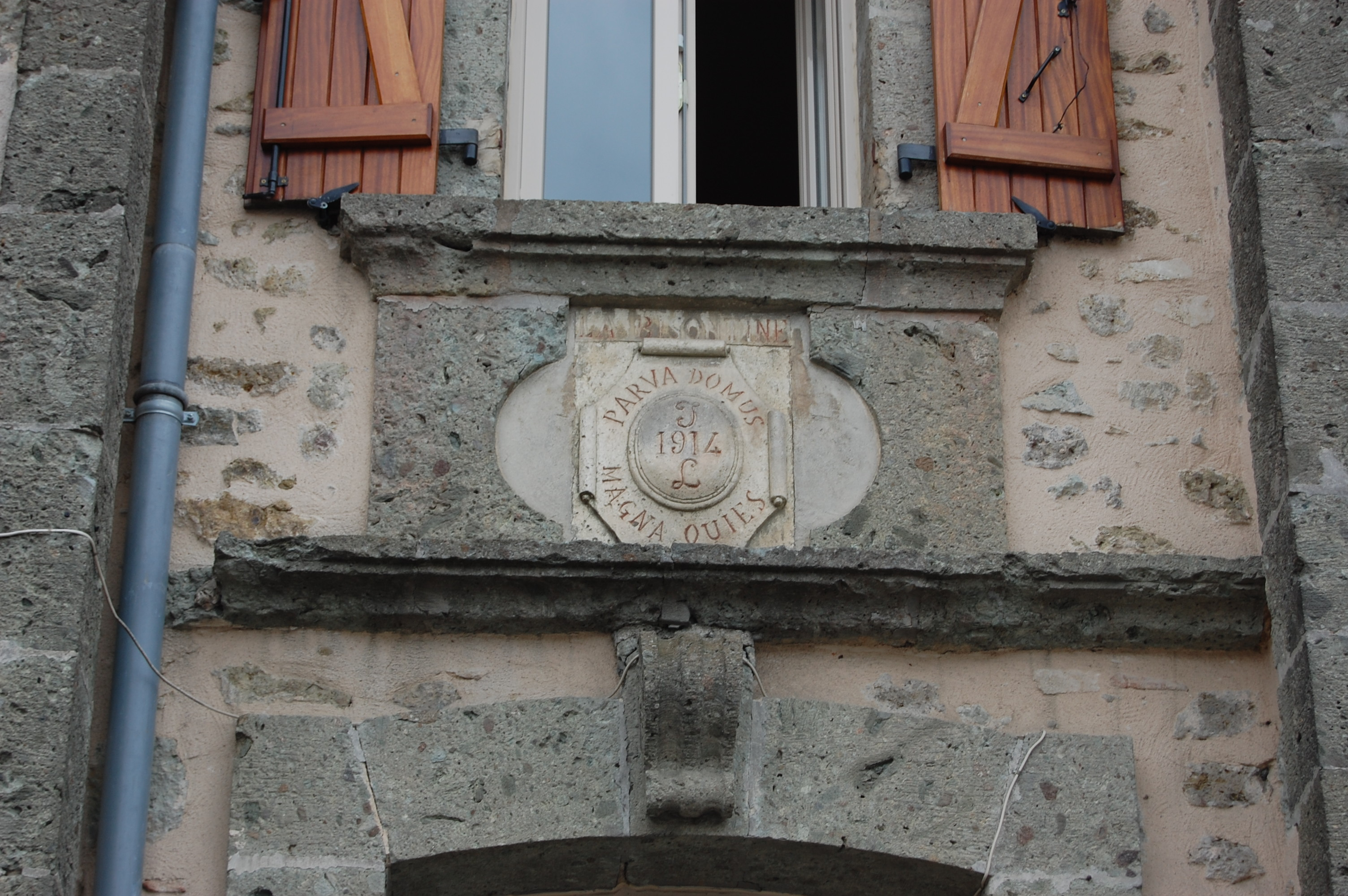
Blocs d'impactite pour une maison de 1914 à Chassenon.

## Étymologie
Le nom de Cassinomagus serait issu du gaulois cassano- ou cassino qui a donné chêne en français chasne en francoprovençal et casse, cassagne en occitan ; suivi de l'appellatif toponymique -magos, « plaine » puis « marché ». La signification serait donc « champ ou marché des chênes ». Le premier élément Cassino- peut représenter aussi le nom d'homme gaulois Cassinus,.
Le nom de Longea ou Longeas s'explique par la forme allongée des « caves » du « palais », « longae Cavae » : l'ampleur de cet ensemble a longtemps inspiré la tradition locale à y voir les vestiges d'une résidence de grande classe, avant que Jean-Henri Moreau ne les identifie en 1961 comme le rez-de-chaussée de thermes.

## Histoire du site

### Préhistoire
Quelques vestiges attribués à l'âge de la pierre taillée et de la pierre polie ont été retrouvés, attestant de l'occupation humaine pendant la préhistoire.

### Protohistoire, époque gauloise
Le site a été occupé pendant le second âge du fer (la Tène, seconde moitié du IIe ou début du Ier siècle av. J.-C.), témoins deux fossés découverts en 2008 lors d'une fouille programmée visant à explorer l'aqueduc. Les deux fossés ont un profil en V à fond plat, avec 74 cm de profondeur. L'un d'eux (fossé FO 40170, largeur 22 cm au fond et 146 cm en haut) est creusé dans l'argile. Deux de ses trois couches de remplissage ont livré des céramiques - principalement des tessons d'amphores -, un soc d'araire, et un ciseau à douille en fer, et des fragments de torchis. La couche la plus ancienne porte un trou de piquet.
L'autre fossé découvert (FO 40214, largeur 28 à 30 cm au fond et 168 à 185 cm en haut) est presque parallèle à l'aqueduc. Deux sondages d'étude (SD1 et SD2) ont été pratiqués à 28 m de distance. En SD1, le remplissage n'est formé que de deux niveaux dont le plus important, qui comble presque tout le fossé, est fait d'impactites avec quelque mobilier (tessons de céramique et d'amphores) ; le niveau supérieur de ce sondage est une couche charbonneuse qui déborde sur les côtés du fossé et contient quantité de fragments de céramique, d'amphores et de torchis.
Le sondage SD2 montre quatre couches qui comprennent toutes des impactites de tailles variées, des galets et des fragments de céramique et d'amphores. Une écuelle presque entièrement reconstituée dans le sondage SD2 démontre que le remplissage de ce fossé a été effectué très rapidement.
Neuf trous de poteau ont été identifiés avec certitude (sur un total de 23 trous possibles), ce sur la très petite surface des sondages. Ils se trouvent de part et d'autre du fossé. Ceux au nord, plus nombreux mais plus petits et assez grossiers, sont comblés de sédiment contenant des impactites. Ceux au sud, plus larges, plus profonds et mieux taillés, sont comblés d'un sédiment argileux parfois charbonneux, parfois fait d'impactite. L'un de ces trous est recouvert par la dernière couche de comblement du fossé : la structure à laquelle il appartenait a donc déjà été abandonnée lors du comblement du fossé. Deux trous de poteau ont fourni quelques tessons de la Tène.

#### Céramiques et amphores
Les céramiques dans le comblement des fossés permettent de dater le remplissage de ces derniers à la Tène D1 : seconde moitié du Ier siècle av. J.-C.. Gomez & Rocque (2012) détaillent les céramiques trouvées dans ces deux fossés laténiens à l'extrémité ouest du pont de l'aqueduc.
Les amphores
Elles sont du type gréco-italique et/ou gréco-italique de transition (Dressel 1 et Dressel 1A), datées principalement de la seconde moitié du IIe siècle av. J.-C. au début du Ier siècle av. J.-C. (fin de La Tène C2 mais surtout Tène D1).

#### Le statut du site laténien
L'ensemble céramique du fossé FO 40214 (celui perpendiculaire à l'aqueduc) est typique d'un site au statut particulier, avec un accent vers la céramique relativement luxueuse ; et, pour les amphores, vers la consommation cérémonielle de vin, ou bien la présence d'un habitat riche, ou encore indiquant une ou des tombes aristocratiques.

#### Situation du site laténien
Ces fossés étudiés se trouvent à l'est du complexe thermal gallo-romain. Deux structures jumelles, que l'on suppose être des temples ou fana, se trouvent également à l'est des thermes mais au nord du fossé FO 40170 longé par l'aqueduc. Ce décalage du site laténien vers l'est pourrait expliquer l'absence de découvertes de vestiges de cette époque du côté des thermes et du temple de Montélu.
Noter que ce curieux alignement du fossé et de l'aqueduc semble indiquer que le tracé de l'aqueduc, dont la construction est postérieure au comblement du fossé, a été déterminé avec l'idée de respecter la limite marquée par ce fossé[source insuffisante]. Une découverte confirmant les conclusions de l'étude des fossés et de leurs céramiques permettrait d'établir la présence d'un sanctuaire sur le site avant la période gallo-romaine, une existence déjà suggérée par son nom.

### À l'aube de l'ère gallo-romaine
Avec ou sans sanctuaire pré-gallo-romain, des installations existent donc déjà au moins 150 ans avant l'invasion romaine.
Au sud de l'aqueduc se trouvent les vestiges d'un bâtiment construit en terre et bois, qui a précédé les bâtiments ultérieurs du quartier d'habitat gallo-romain installé là. Dans cette zone se trouve aussi le puits de Longeas ; détails montrant les structures hydrauliques »., un puits-regard muni d'une galerie s'étirant vers le nord pour alimenter un supposé bassin localisé plus ou moins entre les (futurs ?) thermes et les deux structures jumelles interprétées comme des temples, peut-être pré-romains (voir plus haut la section « Protohistoire, époque gauloise »).
Dans le bourg de Chassenon, plusieurs puits ont été relevés lors de fouilles anciennes : Barrière (1937), Delage (1935), Masfrand (1945b et 1947).
Des structures datées du tournant du Ier siècle, début de l'époque gallo-romaine, sont mises au jour dans le bourg de Chassenon en 2007. Les céramiques associées au remplissage d'un puits dans le bourg sont datées du premier quart ou premier tiers du Ier siècle (le puits lui-même pré-datant lesdites céramiques).

### L'agglomération gallo-romaine

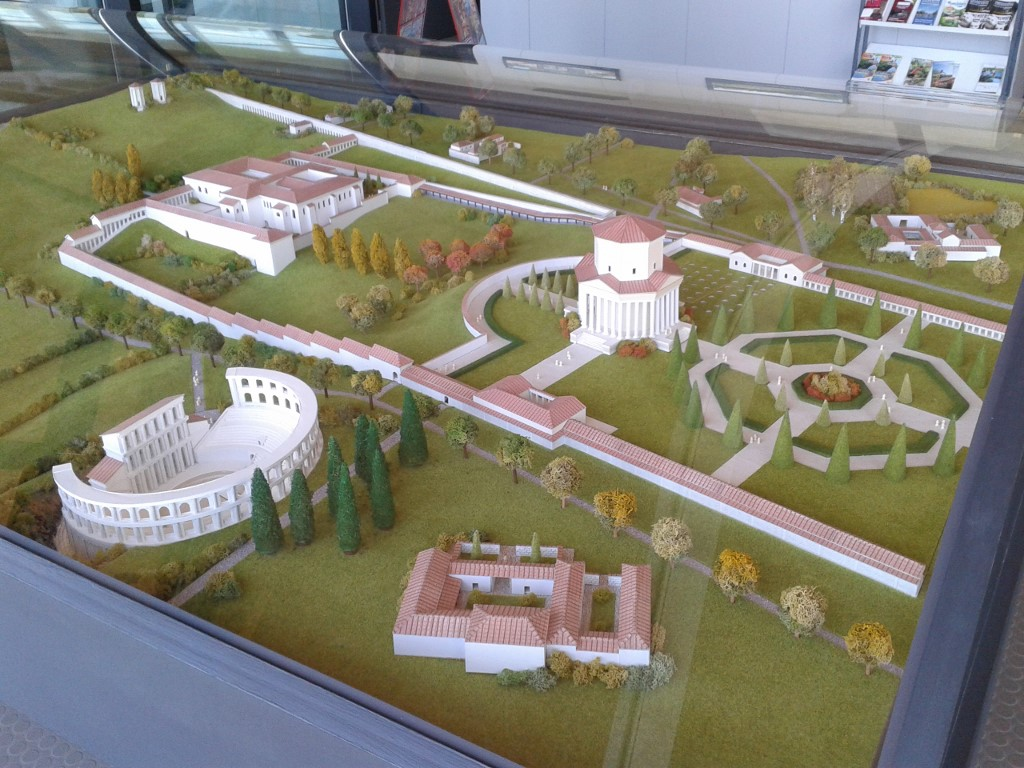
Maquette de l'ensemble vu vers le sud-est : villa, amphithéâtre, thermes, temple de Montélu, aqueduc longeant derrière, les deux fana au fond à gauche…

Le Cassinomagus gallo-romain si réputé est une agglomération urbaine secondaire, c'est-à-dire que sans être un chef-lieu c'est cependant une cité importante. Il commence son développement à la fin du Ier siècle ou au tout début du IIe siècle ; la construction des thermes s'étale par étapes sur environ 80 ans, débutant vers l'année 90 et se terminant vers l'année 180.
Dans le courant du IIe siècle, ce développement atteint une surface de 140 ha - en incluant les zones à faible densité d'habitat. L'ensemble monumental est au centre et au nord-est et a fourni la plus grande densité de vestiges archéologiques ; l'artisanat et l'habitat sont au nord-ouest, à l'est et au sud. L'agglomération s'étire selon l'axe de la voie gallo-romaine qui passe au sud du bourg actuel.
L'ensemble monumental est enclos sur environ 20 ha. Il comprend d'ouest en est le temple de Montélu, de grands thermes et deux structures jumelées que l'on pense être des temples. Au-delà de l'enclos, au nord du temple de Montélu se trouve l'amphithéâtre, séparé du temple et des thermes par un double mur probablement percé d'un portique de 6,30 m de large. Des murs de refend cloisonnent ce portique.
Un aqueduc marque la limite sud de l'enclos monumental, avec des quartiers d'habitation sur le côté sud.
Sept passages pour chariots sont aménagés entre les arches de l'aqueduc au sud-est de l'enclos, ainsi qu'une petite entrée piétonne permettant l'accès à la façade d'entrée principale des thermes. Vers le sud-ouest, une entrée piétonne à deux arches est aménagée dans la branche ouest de l'aqueduc secondaire (voir plus bas la section « Les aqueducs et le circuit de l'eau » pour la disposition des branches de l'aqueduc).
Le site commence son déclin à partir du début du IIIe siècle ; les principaux bâtiments publics sont abandonnés à la fin du IIIe siècle.

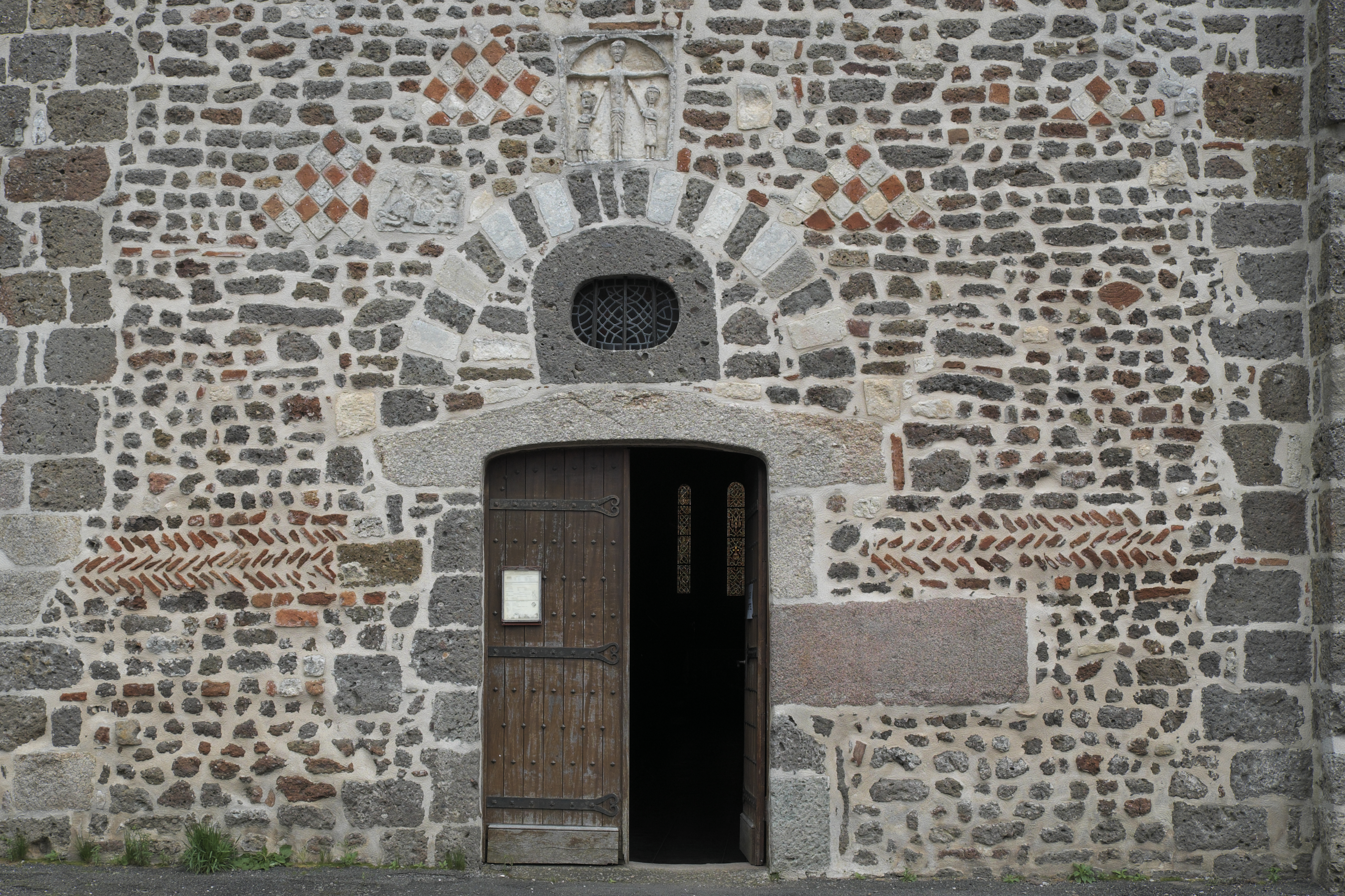
Portail de l'église Saint-Jean-Baptiste de Chassenon.

### Après l'époque gallo-romaine
Après les invasions, la population qui a pu en réchapper se groupe autour du cimetière et de l'église. Les monuments du site sont utilisés comme sources de pierres à bâtir pour tous les lieux alentour, avec en première ligne le bourg de Chassenon.
Le site fournit une terre particulièrement fertile, avec un sol tirant sur le noir alors qu'autour la terre est plutôt jaune ou rougeâtre. Les noyers y poussent bien, qui aiment un sol chaud et chargé en humus.
Le gymnase nord des thermes est occupé par une structure post-romaine encore en usage au VIe siècle. Les matériaux des ruines ont servi à bâtir une partie de l'église du début du Moyen Âge.

## Les différents ensembles gallo-romains

### Les thermes
Les thermes de Chassenon, dits « de Longeas », sont parmi les plus importants en Gaule et un monument très rare en son genre. Ils sont la partie la mieux étudiée de l'ensemble monumental. Avec une surface de quelque 12 500 m2 (1,2 ha) dans un carré d'environ 120 m de côté, leur taille est impressionnante ; raison pour laquelle la tradition locale en a fait le « palais du gouverneur », un « praetorium »,. Ils sont construits sur deux niveaux, avec un niveau technique réservé au personnel et un niveau pour les usagers. Ce sont des thermes doubles (c'est-à-dire qu'ils sont symétriques, ici selon un axe est/ouest) de type impérial, avec un choix de deux itinéraires en boucle qui commencent tous deux au centre du complexe thermal et se finissent chacun à l'une de ses extrémités (contrairement à l'usage : en général, la circulation dans les « thermes impériaux » se fait de la périphérie vers le centre) : un circuit thérapeutique dans la partie sud, et un circuit hygiénique dans la partie nord, qui sert aussi pour les ablutions rituelles avant l'entrée dans le temple de Montélu.
Les thermes sont utilisés pendant environ deux siècles. Leur état de conservation est exceptionnel avec, par endroits, des murs qui s'élèvent encore sur sept mètres de hauteur.
Ils subissent un incendie vers 275-280, peut-être dû à un manque d'entretien.

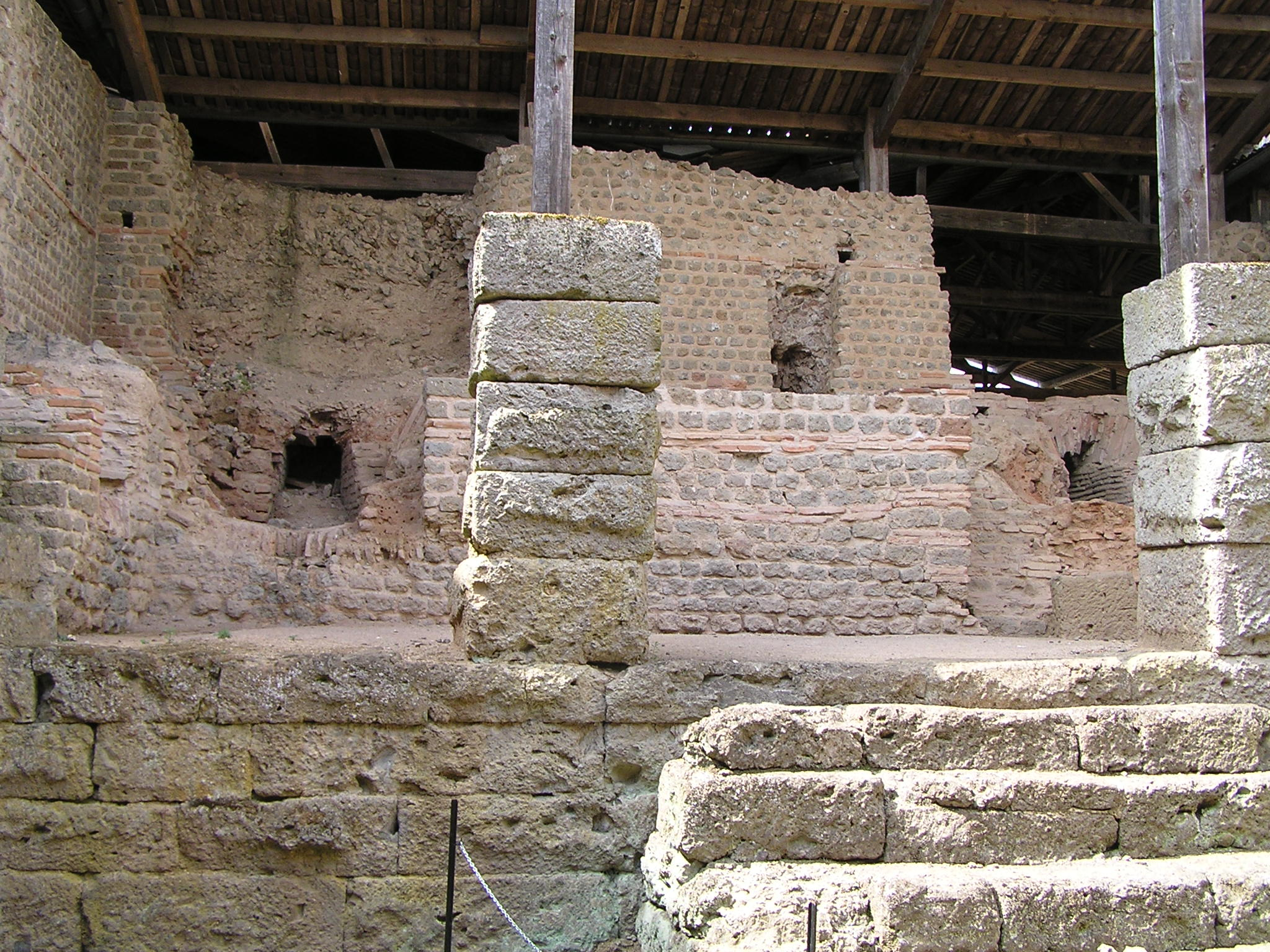
Les fours des thermes.

En 1848 l'abbé Michon dit de ces ruines qu'elles sont connues sous le nom de « Caves de Longea ». Il les identifie comme un palais,.
Période de construction
La construction des thermes s'étale sur environ 90 ans, débutant vers l'année 90 (Haut-Empire) et se terminant vers l'année 180. Ils sont construits en « projet fragmenté », pour reprendre l'expression de Coutelas (2010) : conçus originellement comme un projet unique, ils sont cependant bâtis par étapes. D'abord le sol est creusé et aplani sur environ 2 ha. Pour rattraper la pente du terrain, la partie ouest est bâtie sur une série de salles de soutènement voutées, et la partie est doit être remblayée. L'étude des salles de soutènement (Coutelas 2016) montre que plusieurs équipes d'ouvriers, travaillant simultanément, ont couramment utilisé des éléments en bois (cintres, coffrages) pour bâtir ces voûtes, en réutilisant ces éléments au fur et à mesure de la construction. L'étude poussée des briques montre aussi que les murs porteurs de toutes les parties des thermes ont été réalisés en une seule phase. C'est vrai aussi pour toutes les salles de soutènement. Et la construction des aménagements intérieurs (foyers et bassins) aurait immédiatement suivi.
Ensuite, la partie sud des thermes est construite en premier pendant que la partie nord est soit mise hors eau, soit en cours de construction. Lors de l'achèvement des salles du côté nord, les décors de celles du sud sont refaits. Là aussi on retrouve la présence simultanée de plusieurs équipes d'ouvriers, notamment pour la mise en œuvre des maçonneries de briques - par exemple pour les soubassements des piscines chaudes. (Voir aussi plus bas la section « Comment s'est construit ce vaste ensemble monumental ».)
Les deux piscines chaudes du circuit thérapeutique (15 × 10 m) ont sur certaines parois des conduits permettant d'évacuer l'air chaud vers le haut, réalisés en petits massifs de briques (et non en tubuli comme on en voit couramment). Les autres parois ont un muret en briques permettant de rehausser le sol de circulation pour l'amener au même niveau que les salles voisines. Le mur Est de chaque pièce est muni d'une bouche de praefurnium.

### Le temple de Montélu (sanctuaire des Chenevières)
Également appelé « sanctuaire des Chenevières », il est découvert par des fouilles en décembre 1844 et dans l'année 1845, sur une esplanade de 2 ha (50 m de diamètre). La construction par elle-même a un diamètre extérieur de 18 m[réf. nécessaire]. Bâti sur un plan octogonal en ciment et moellons disposés irrégulièrement, il s'élève à 2,94 m au-dessus du tuf sur lequel il repose - mais à seulement 2 m au-dessus du sol qui l'entoure. Il était recouvert de larges assises de pierres qui ont été enlevées soigneusement, sauf pour certaines des plus basses qui touchent le sol. Il forme une grande galerie à laquelle on accède par quatre rampes ou escaliers placées aux quatre points cardinaux.
La cella ou sanctuaire est au centre de l'octogone ; son mur est circulaire à l'intérieur et octogonal à l'extérieur. Elle était pavée de marbre dont il reste des vestiges assez importants ; ces dalles sont rectangulaires, mesurant 1,19 × 0,55 m, présentant alternativement du marbre rouge veiné et du marbre gris blanc à veines micacées. Une plinthe en marbre cipolin longeait la base des murs ; plusieurs fragments étaient encore en place au moment des fouilles. Des revêtements en marbre recouvraient les pilastres et peut-être aussi les fonds de murs ; il en reste de nombreux vestiges, fcilement distinguables des plaques de marbres du sol à cause de leur moindre épaisseur : débris de pilastres à cannelures, cimaises, corniches à moulures de formes diverses, etc. Des tablettes de porphyre et d'ophite d'Orient ont aussi été mises au jour.
L'aménagement des deux tiers nord de la terrasse à l'est du temple a exigé des travaux de terrassement considérables : le remblai y atteint deux mètres de hauteur par endroits. Le mur d'enceinte nord-est, qui retient cette masse, comprend donc une série d'arcs de décharge en sous-œuvre,.

### Les fosses au sud du temple de Montélu
Un curieux complexe de 49 fosses disposées en damier s'étend au sud du temple, avec sept rangées de sept fosses cylindriques de 1,2 m de profondeur chacune. Elles seraient reliées entre elles par de « petits aqueducs » et raccordées à un canal collecteur. Cet ensemble est coupé par la route de Champonger qui frôle le temple de Montélu à l'ouest et au sud-ouest.

### Amphithéâtre de la Léna
Son nom roman dans le parler local est la Lena (« l'arène »). Selon Michon (1848) il est de plan elliptique, long de 60 m et large de 40 m. A. Masfrand lui donne un plan en fer à cheval de 70 m de diamètre avec une scène de 50 m. Des prospections magnétiques l'inscrivent dans un cercle d'environ 80 m de diamètre. Son côté est et sud-est s'appuie sur la roche, qui a été taillée pour former les gradins. L'autre côté est surélevé sur une largeur de 22 m par des blocs de pierre noyés dans du ciment. Il n'en reste plus que le rez-de-chaussée, avec des galeries pour amener les bêtes dans l'arène. Les gradins ont été enlevés, de même que le revêtement extérieur fait de gros blocs de pierre « volcanique » dont il reste quelques blocs,,.
Une branche voûtée de l'aqueduc du village arrive à l'amphithéâtre, jusqu'au centre de la scène. Sa largeur totale y est de 70 à 120 cm pour une profondeur de 3,50 m. Sa longueur connue en 1937 est 71 m.

### Les aqueducs et le circuit de l'eau

#### Aqueduc du complexe monumental
L'aqueduc date de la fin du Ier siècle ou du début du IIe siècle. Il fournit le plus gros apport en eau pour les monuments, dont les thermes. Il est orienté est - ouest, avec son point amont à l'est. Il est connu sur environ 1 km aux abords des monuments, mais son parcours amont n'est pas connu entre sa source et son entrée dans le complexe monumental antique. Venant de l'est des monuments, il est d'abord creusé en tunnel ; puis il continue sur 190 m de long en fond de tranchée, protégé par une voûte maçonnée dont la hauteur interne atteint parfois 2 m. Arrivé à environ 200 m des thermes, il devient aérien (pont-aqueduc) tout en s'orientant légèrement vers le nord ; le conduit passe sur un mur bahut pour une longueur de 32 m, puis sur les arches d'un pont de 180 m, avec 44 piles (il n'en reste que deux). La plus grande hauteur de ce pont est d'environ 10 m. Après le pont, un autre mur bahut prolonge l'aqueduc sur 240 m.
Cette branche principale se termine à 50 m de l'angle sud-est du temple de Montélu, après un coude de 92° vers le nord et une prolongation de 8,45 m de long. Un bassin de répartition recueille l'eau et alimente deux branches secondaires de l'aqueduc ; l'une part vers l'ouest pour alimenter le temple, l'autre vers l'est pour alimenter les thermes,. Dans les vastes thermes, l'eau suit des chemins complexes pour combiner les arrivées, déversements et évacuations,.
Certains auteurs pensent que l'aqueduc pourrait se prolonger et venir de la commune de Rochechouart pour récupérer l'eau sur les hauteurs de cette commune.
L'analyse des mortiers a montré que les branches principale et secondaires de l'aqueduc des monuments ont été construites dans une seule phase de construction, différente de celle qui a inclus la construction du péribole du temple de Montélu.
Le circuit de l'eau dans les thermes est exploré par Jean-Henri Moreau dans les années 1970, en particulier la circulation des eaux usées dans les canalisations souterraines.

#### Aqueduc du village
Michon mentionne un aqueduc souterrain « au sud-ouest du bourg » (plutôt au sud, d'après son plan), qui se sépare en trois branches dont l'une passe devant l'église en se dirigeant vers le nord ; une autre branche se dirige vers les arènes, ou Barrière les mentionne.

### Autres structures repérées

#### Structures monumentales
Environ 150 m à l'est de l'amphithéâtre se trouve une structure monumentale détectée par magnétisme, de 30 m de long et 22 m de large. D'autres structures monumentales se trouvent au nord et à l'est des deux fana jumelés.

#### Extension des thermes
Les thermes sont plus grands qu'ils n'apparaissent même encore en 2020. Un natatio (piscine froide) et sa pièce prolongent l'ensemble côté sud-est ; les fondations de cette piscine sont visibles dans la photo aérienne du complexe des thermes sur Géoportail, et cette photo montre aussi qu'elle est partiellement coupée par la route de Longeas.
Sur le côté est, coupé par la même route, se trouvent successivement d'ouest en est : un vestibule, un portique d'entrée et vraisemblablement un escalier d'accès,.
Une salle non reconnue de 40 × 15 m se trouverait dans la partie nord-est du bâtiment.

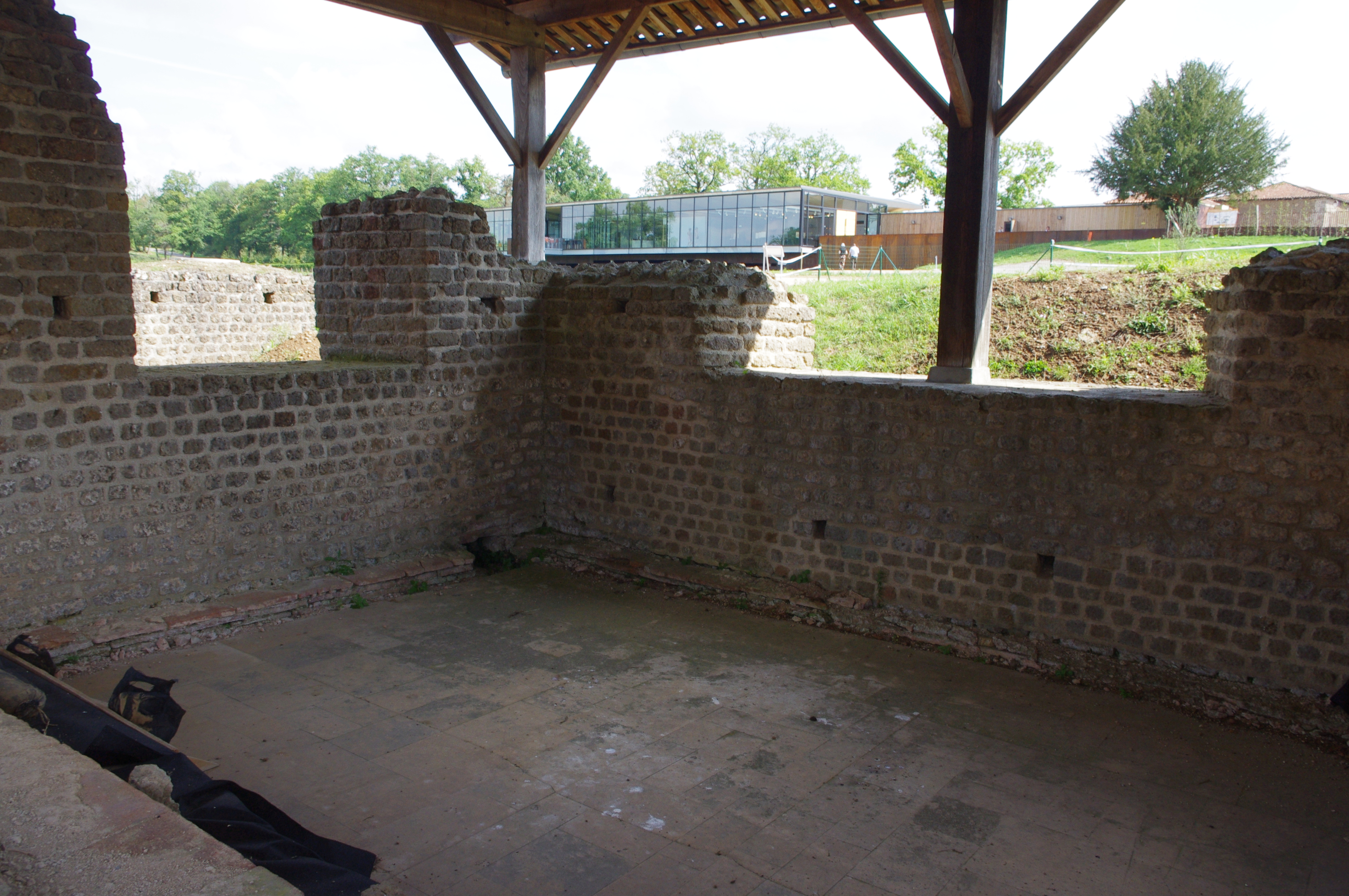
Alveus (petit bassin) jouxtant le côté sud du frigidarium (salle froide) du coin sud-est, et en arrière-plan le nouveau bâtiment d'accueil du site. Le natatio ou piscine froide attenant se trouve derrière le mur de gauche[1].
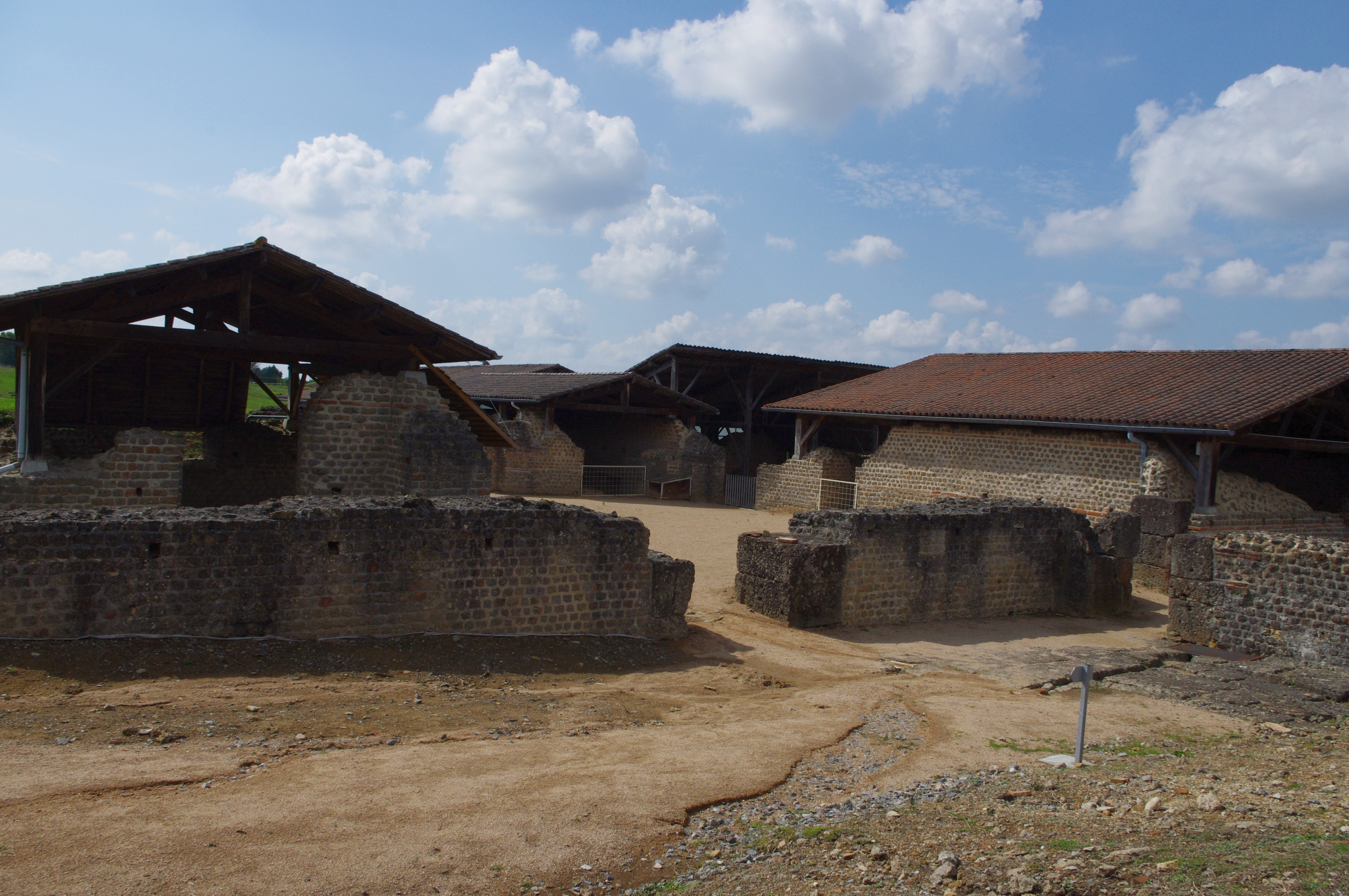
Vue plein ouest depuis le natatio (piscine froide) du coin sud-est. L'alveus (petit bassin) dans le bâtiment à gauche est contigü au frigidarium (salle froide) qui se trouvait à sa droite (vers le fond de la cour). Bâtiment à droite : le palestre / gymnase du côté sud de l'entrée (on retrouve aussi son pendant du côté nord de l'entrée)[1].

#### Au sud-ouest de l'ensemble monumental
Un groupe de bâtiments, reconnu par prospection aérienne, est localisé au sud-ouest du temple de Montélu, de chaque côté de la rue sud. Un des bâtiments est un grand espace quadrangulaire13 ; l'autre ensemble, dans une grande enceinte de 50 × 35 m, est formé d'un bâtiment circulaire à structures rayonnantes, aec un diamètre estimé à 13 m, et peut-être des puits. Deux hypothèses demeurent au sujet de la fonction de ce bâtiment, que l'on suppose être un édifice public : temple ou macellum.

#### Au sud-est des thermes
En 2007 lors de fouilles concernant l'aqueduc de l'ensemble monumental, a été mis au jour un bâtiment (nomenclature EA42), dit « l'édifice aux rosettes », accolé par un de ses petits côtés au côté nord de l'aqueduc et situé immédiatement à l'est des sept passages pour chariots passant sous le pont de l'aqueduc. Il présente plusieurs caractéristiques remarquables :
- D'abord il est le seul bâtiment connu construit dans l'enceinte de l'ensemble monumental sans pour autant être lui-même un monument.
- De plus sa construction à cet emplacement est contraire à la législation citée par Frontin, qui prohibe toute construction à moins de quinze pieds d'un aqueduc aérien (Grimal 1944, § 127)[87].
- Son mur ouest est ancré dans l'aqueduc mais n'est pas chaîné à son mur sud (jouxtant l'aqueduc), et les fondations ne vont qu'à 80 cm de profondeur sur des niveaux d'argile - celles de l'aqueduc vont à 1,80 m et reposent sur la roche ; ce qui fait dire qu'il a été construit après l'aqueduc.
- Son plan est trapézoïdal[89]. Les coins de la pièce sont peints en rouge ocre. Les plinthes, peintes en rouge bordeaux foncé, sont surmontées d'une frise de touffes de feuillages peintes en quatre nuances de vert et dont la base déborde sur les plinthes (voir photos et restitutions dans Méaudre et al. 2012, p. 113, fig. 5). D'autres feuillages, plus élancés, ornent l'élévation de la paroi, peut-être seulement dans les angles de la pièce ; ils semblent associés à une palmette et une paire de petites feuilles[90]. Le plafond est décoré d'un réseau sur fond blanc, fait d'une alternance de cercles rouge ocre et de carrés verts sur la pointe tangents. Les cercles contiennent des carrés sur la pointe marron, eux-mêmes remplis par des cercles marron, rouge ocre ou bruns. Les carrés sur la pointe verts sont remplis par des cercles marron[91] (voir restitution dans Méaudre et al. 2012, p. 115, fig. 6). Des points disposés en croix remplissent les interstices entre les modules de ce quadrillage. Des rosettes rouge ocre traitées en deux tons remplissent les cercles de même couleur ; des rosettes vertes en deux tons remplissent des cercles noirs. Les centres des rosettes sont tous marqués d'une petite dépression, ce qui suggère l'utilisation d'un simbleau[n 11] pour tracer les cercles[92]. Les couleurs sont obtenues, pour les noirs avec du noir de carbone ; pour les verts de glauconies (silicate complexe d'aluminium et de potassium contenant du fer) ; les couleurs plus claires sont additionnées de calcite, les plus sombres de noir de carbone. Pour le pigment vert des végétaux de la zone médiane de la paroi, et celui du décor à réseaux (bandeaux et fleurons), du bleu égyptien (silicate double de cuivre et de calcium, CaCuS4O10) a été ajouté. Tout ce décor n'est pas particulièrement luxueux, et la qualité d'exécution est moyenne[93].

Il existe un bâtiment (EA21) en vis-à-vis du EA42, juste de l'autre côté de l'aqueduc (au sud) ; mais ce dernier n'est pas accolé à l'aqueduc.

#### Au nord-ouest deCassinomagus
Deux grands édifices ont été anciennement dégagés dans le nord-ouest de Cassinomagus, au croisement de deux voies : la voie orientée est-ouest qui longe le côté nord l'ensemble monumental, et la voie à l'ouest qui vient du sud et oblique vers le nord-ouest.
L'un des monuments, situé à l'ouest de celle dernière, semble être de taille importante. En 1961 A.-J. Rougier en a fouillé une partie, qui a livré des soubassements sur environ 450 m de long. C'est peut-être un entrepôt public ou un relais routier.
L'autre bâtiment a été fouillé par J.-H. Michon dans les années 1840. Il se trouve à l'est du croisement des voies, le long du ruisseau qui descend de la fontaine de Chassenon. Michon suppose que ce pourrait être des thermes du fait de cette situation, mais cette hypothèse n'a pas été vérifiée (pas plus que d'autres hypothèses). Les murs maçonnés, larges de 1,60 m, sont conservés sur 3 m de hauteur. Leur taille importante les assimile à un monument de grande taille équivalente à l'aqueduc ou aux thermes de Longeas. Son identification par le fouilleur à un édifice de bains ne peut pas être vérifiée.

#### Quartiers d'habitation
Quatre quartiers d'habitation ont été repérés, tous dans la partie sud du site. Deux d'entre eux se trouvent à l'ouest de la route de Champonger et à l'extrémité ouest de l'aqueduc secondaire ; les deux autres, à l'est de cette route, jouxtent le côté sud de l'aqueduc.

#### Les Coutis
Au lieu-dit « les Coutis » on a retrouvé des « bobines » servant à isoler les placages des murs ; ils sont utilisés dans les salles d'eau pour éviter la condensation. Les labours ont aussi livré des briques claveaux, servant à soutenir les intrados et extrados de conduits de chaleur dans les plafonds voûtés.
Sept puits (nombre donné en 1937) y ont également été trouvés.

#### Le pré Roby
Le pré Roby, ou « pré de Robit » sur le cadastre, a lui aussi livré des puits : 11 reconnus en 1937.

#### Les puits
Outre les puits déjà mentionnés pour les Coutis (7 puits connus en 1937) et le pré Roby (11 puits connus en 1937), de nombreux autres puits ont été trouvés sur la commune, pour des époques variées. Ils sont eux aussi concentrés au centre de l'ancien Cassinomagus c'est-à-dire à l'ouest du complexe monumental et à l'est du hameau le Maine. Ils sont généralement cylindriques, avec des variantes : margelle carr&e avec un couvercle formé d'une dalle carrée de 1,80 m de côté (puits no 12 des Coutis) ; margelle de quatre dalles triangulaires (puits no 14 des Coutis). Certains puits contiennes des clous et des débris de charpente, qui pourraient être les vestiges d'un édicule qui les aurait surmontés.
Leurs diamètres varient de 1 à 1,80 m. Les profondeurs de quelques puits sont indiquées : cinq puits ont 1 à 2,75 m de profondeur, quinze puits de 3 à 4,50 m, six puits de 6 à 10,80 m.
Ils ont livré de nombreux vases intacts de formes diverses. De nombreux puits contiennent des os de cheval, bœuf, cerf, chèvres et des crânes de chiens (puis no 8 du pré Roby). On y trouve aussi des tuiles, poids de tisserand, fonds de vases découpés en disques, tessons de sigillée et poterie à reliefs, débris de métal dont un anneau en or et une feuille d'or, des fibules, des monnaies. La statue de dieu gaulois provient d'un puits près de la ferme Coldebœuf, route du Maine. Le bâton-quenouille, que Barrière donnait pour un manche de flagrum (réinterprété ocmme une quenouille par I. Bertrand, 2012) vient du puits no 12 du champ des Coutis.

#### Le cimetière
Le vieux cimetière, situé dans le village le long de la D29, renferme quantité de tombes chrétiennes gallo-romaines, avec des sarcophages qui ont été réutilisés vers le XIe siècle dans les murs d'édifices divers.

#### Les carrières

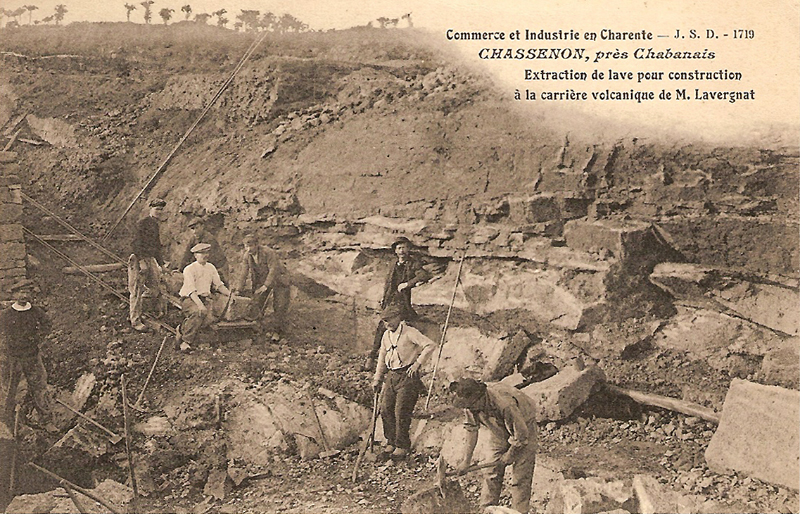
« Chassenon, près Chabanais – Extraction de lave pour construction à la carrière volcanique de M. Lavergnat », vers 1910.

Elles ont été abordées par J.-H. Moreau, puis Lorenz & Lorenz 1991 et Gaillard 2012.
Hourcade et al. (2011) signale huit carrières d'impactites dans la commune de Chassenon, dont trois au moins ont une origine antique certaine, : « Nature et répartition des carrières d'impactite de Chassenon ». Parmi celles-ci, au lieu-dit « les Trous et les Vignes », à quelque 500 m au sud du hameau de Longeas, les « trous » sont les anciens sites d'extraction d'impactite et les « vignes » sont les coteaux qui bordent les premiers. La carrière de « la Grande Pièce », à environ 500 m au sud-est de la carrière des Trous, a été utilisée pour la restauration récente des thermes.
Chèvrement et al. (1996) en signale au moins une autre « située près du cœur de l'astroblème », abandonnée, à l'ouest du moulin de la Brousse (commune de Chassenon) ; elle montre « un faciès de paragneiss compact à grain fin, biotite seule et minces rubans quartzeux », ainsi que « quelques filons bréchiques dus à l'impact de la météorite »,.
Les caractéristiques mécaniques de l'impactite varient selon les lieux de prélèvement, mais aussi au sein d'un même lieu avec de grandes différences de densité et direction des réseaux de fissures entre les couches de surface et les couches profondes.
Plus récemment, la carrière des Mouillères aurait été originellement appelée « Les Meulières », le nom ayant par la suite subi un glissement vers son nom actuel. Elle a livré entre autres objets une ébauche encore en place d'une meule de 1,40 m de diamètre.

### Comment s'est construit ce vaste ensemble monumental

#### Pierres de construction

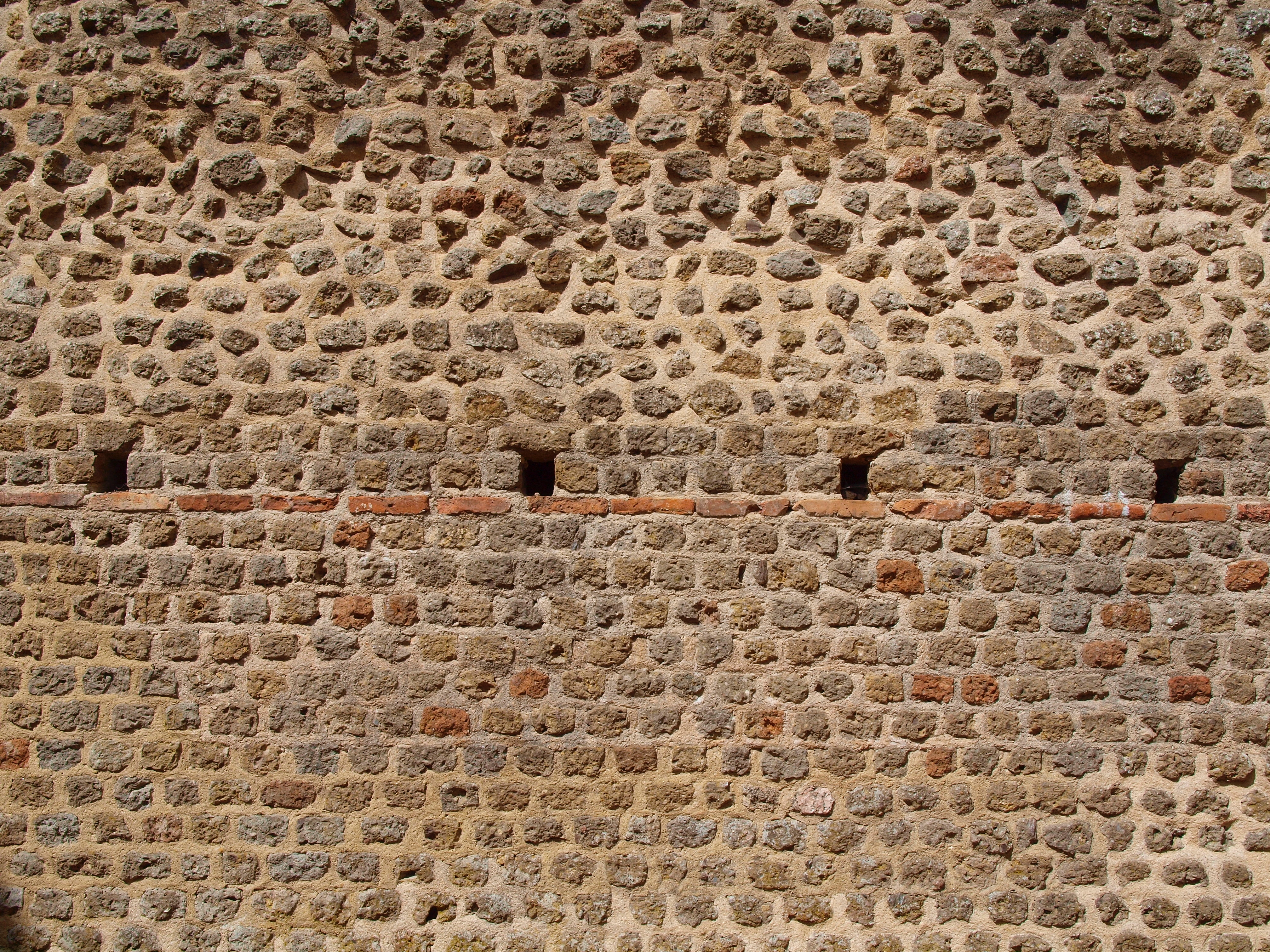
Mur en impactite.

##### Matériau local: l'impactite
L'approvisionnement du chantier en matériaux demande une source proche ; d'où les carrières locales d'impactite — avec laquelle les thermes sont presque exclusivement bâtis.
Il s'agit aussi d'amener ces matériaux jusqu'au chantier. L'aqueduc est une barrière. Alors on ouvre sous des arches de l'aqueduc au sud-ouest de l'enclos sept portes accessibles aux charrois, qui les ont presque certainement utilisés au vu de la grande profondeur des ornières au passage de ces portes.

##### Matériaux exogènes
Les blocs d'encadrement des portes des piscines chaudes sont en granite gris venant du massif de Cognac-la-Forêt (40 km à l'est) ; les plaques calcaires des revêtements des murs et des sols sont en biomicrite de la région de La Rochefoucauld (40 km au sud-ouest). Ces matériaux sont transportés vraisemblablement par la rivière plutôt que par la route, quand cela est possible.

#### Céramiques de construction et mortiers
A. Coutelas, qui les a étudiées (2012), place la question dans un contexte plus vaste. L'essor du mortier de chaux chez les romains a entraîné de grands changements dans le domaine de la construction. D'abord, il est plus facile de monter un mur en petit appareil (avec des petits moellons liés au mortier) qu'en grand appareil. D'où la construction avec des moellons de forme standardisée (ici des briques) est plus rapide et moins chère. Mais pour les grands ensembles monumentaux comme celui de Chassenon, la question se pose sur l'origine des briques utilisées : un petit atelier local ne saurait y suffire. Est-ce que des ateliers plus lointains ont été mis à contribution ? La très grande production de briques dans la vallée du Tibre a induit une forte exportation de ces briques dans tout l'empire ; est-ce le cas à Cassinomagus ? La question ne se pose d'ailleurs pas seulement pour les briques mais pour toutes les terres cuites architecturales utilisées, très abondantes sur les sites gallo-romains. En 2012 ces questions ne sont pas encore résolues et l'étude continue. Les mortiers de chaux ou les lots de terres cuites peuvent changer pour des raisons variées : variations de faciès du sable pour les mortiers, arrêts techniques ou saisonniers du chantier, changements dans l'approvisionnement des matières premières et des matériaux, durées importantes du chantier, ou une combinaison de ces causes.

##### Les tuiles
Les tegulae sont généralement rectangulaires (et non trapézoïdales). Aucune des tuiles trouvées (jusqu'en 2012) ne porte d'estampille, mais beaucoup portent des traces de doigts sur la face supérieure de la tuile, contre le bord inférieur, au centre. Plusieurs productions ont été réalisées, réservées chaque fois à un seul édifice - mais chaque édifice utilise plusieurs lots de productions. Pour les thermes, il y a vraisemblablement eu réusage de tegulae récupérées voire cassées,. Certaines tegulae de Chassenon ne portent pas d'encoches arrières.
Les tuiles-canal ou imbrices de Chassenon sont presque toujours faites à partir d'une plaque d'argile trapézoïdale (le plus petit côté est en haut) - ce qui n'est pas toujours le cas en Gaule.

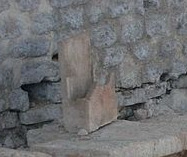
Gros fragment de tubulus.

##### Lestubuli
Aux thermes de Chassenon, ces conduits creux de dimensions 41 × 12,5 × 31 cm portent toujours des dessins faits avec des peignes à 14 dents ; ceux de dimensions 41,5 × 13,5 × 28 cm ont des marques de peignes à six dents.
Les caniveaux des thermes, fouillés fin 2008, ont fourni un lot de tubuli dans un niveau de démoition sous une des piscines chaudes (« Pic2 » dans la nomenclature de Hourcade et al.   2011, paragr. 16, fig. 6).

##### Les mortiers
Le sable qui entre dans la composition des mortiers des bâtiments antiques du site n'est pas d'origine locale : avec son implantation sur l'astroblème de la météorite de Rochechouart-Chassenon, il n'y a pas de sable à proximité immédiate. Sans que l'on sache sa provenance exacte, son analyse par A. Coutelas permet de savoir qu'il provient de l'arénisation (altération de surface) de granite, et que la source en est abondante car tous les chantiers (construction, réfection, transformations) sur les bâtiments publics et les habitats de Cassinomagus utilisent le même sable.
Il est utilisé à raison d'un volume de chaux pour 3 à 4 volumes de sable, une recette qui ne varie pas, elle non plus, sur tout le site.
Le mortier des joints de tuiles permet de distinguer au moins deux grandes étapes de la couverture des thermes. Un mortier beige, sableux, assez fin et compact, est le plus abondant ; il a servi dans la couverture de la salle de chauffe Sv1 (celle immédiatement à l'ouest du vestibule / vestiaire) et correspond à la fin du premier programme de construction des thermes, avec le montage des couvertures du corps central et du secteur sud-ouest. Ensuite vient la couverture de la galerie nord et des latrines, apparemment sans stade intermédiaire, faite avec un mortier blanc, sableux, assez fin et compact.
C'est aussi grâce au mortier des joints de tuiles qu'A. Coutelas a pu déterminer le réemploi de tuiles de récupération, même cassées.
Quatre échantillons de mortier prélevés dans une cave souterraine inaccessible au public ont été datés par luminescence optiquement stimulée, donnant des dates comprises entre 84 et 443 apr. J.-C., en accord avec les autres moyens de datation archéologiques.

##### Les briques
Pour les thermes, 22 modules de briques ont été utilisés (murs, voûtes, bassins, hypocaustes, etc.), avec un seul module pour chaque type d'élément architectural ; ce qui suppose des équipes spécialisées et un savoir-faire notable. Les briques rectangulaires y varient de 31,5 à 50 cm en longueur et de 23 à 33 cm en largeur. Dans la plupart des utilisations architecturales, elles sont disposées alternativement en boutisse et en panneresse. Les escaliers des bassins sont les seuls éléments systématiquement faits avec des briques striées, mais de plus amples recherches peuvent démontrer un emploi plus fréquent (les stries servent à assurer l'accrochage du mortier ou de l'enduit, et les briques striées sont habituellement employées pour les plafonds, les voûtes, et en revêtement ou en contre-cloison dans les endroits humides).
Les briques à tétons  sont fréquentes dans les thermes, et la place et le nombre de ces tétons sont variables : quatre (un à chaque coin), deux en diagonale, un sur chaque largeur, un au centre. Les maçonneries des égouts des thermes ont livré un lot de ces briques avec deux tétons en diagonale, mais les diagonales sont inversées pour certaines briques ; de plus, une de ces briques porte sur sa face supérieure les marques de tétons d'une autre brique en diagonale inversée. Les deux briques ont donc été superposées pendant le schage ou pendant la cuisson, ce qui indique une recherche de circulation de l'air entre les briques. Mais ce seul exemple ne suffit pas pour en avoir la certitude. Cependant les protubérances, posées de façon assez grossière, ne pourraient probablement pas assurer un jointoiement régulier systématique.

## Quelques objets remarquables
Statuette de dieu gaulois assis en tailleur

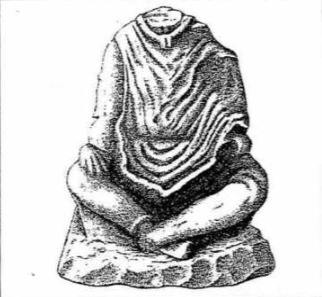
Dieu gaulois.

Elle est trouvée en 1895 dans un puits près de la ferme Coldebœuf, route du Maine.
Sa tunique, évasée sur le devant, forme une sorte de corbeille destinée à collecter des offrandes. On retrouve cet attribut sur d'autres statues représentant un personnage assis en tailleur : celle de Quinssaines et celle du temple no 3 du sanctuaire des Mersans (Argentomagus - Saint-Marcel, Indre) chez les Bituriges, celle d'Étang-sur-Arroux chez les Éduens.
Bâton au coq
Une pièce en bois trouvée dans le puits no 12 du champ des Coutis,, est décrite comme un « manche » dans un premier inventaire réalisé par Perrot & Sicard (2008),. La qualité de sa facture et la rareté de son type méritent mention. Après un long séjour en milieu humide, l'objet s'est courbé et présente de nos jours une longueur de 18,5 cm ; sa taille originelle était probablement de 21 cm. Renflée à une extrémité, un coq est sculpté à l'autre extrémité et est la seule partie non façonnée au tour. Entre les deux, des stries transversales et surtout des moulures évoquent des quenouilles trouvées dans des sépultures de femmes ou de fillettes. Selon Delage (1935), l'objet est en buis (identification non confirmée) ; mais il pourrait aussi être en érable, espèce très présente dans l'environnement de Cassinomagus.
I. Bertrand le définit comme une quenouille, du type de celles dotées d'un anneau à une extrémité. L'anneau à mi-hauteur du corps séparerait la partie renflée servant de poignée, de la partie recevant la fibre.
Le même puis a aussi livré une autre baguette en bois noueux de mêmes dimensions que cette quenouille mais percée d'un trou à chaque extrémité.

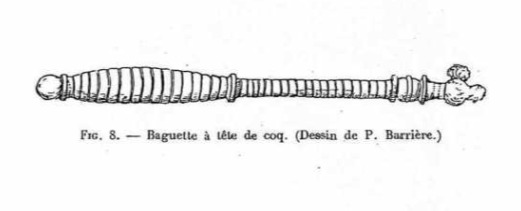
Quenouille au coq.

Autres objets
Le puits no 13 du champ des Coutis a livré 13 cruches réparties sur toute sa hauteur, dont une signée TOVTI ; ainsi qu'une patère, et une grande pièce de bronze d'Antonin (138-161).

## Historique des fouilles, recherches et statuts

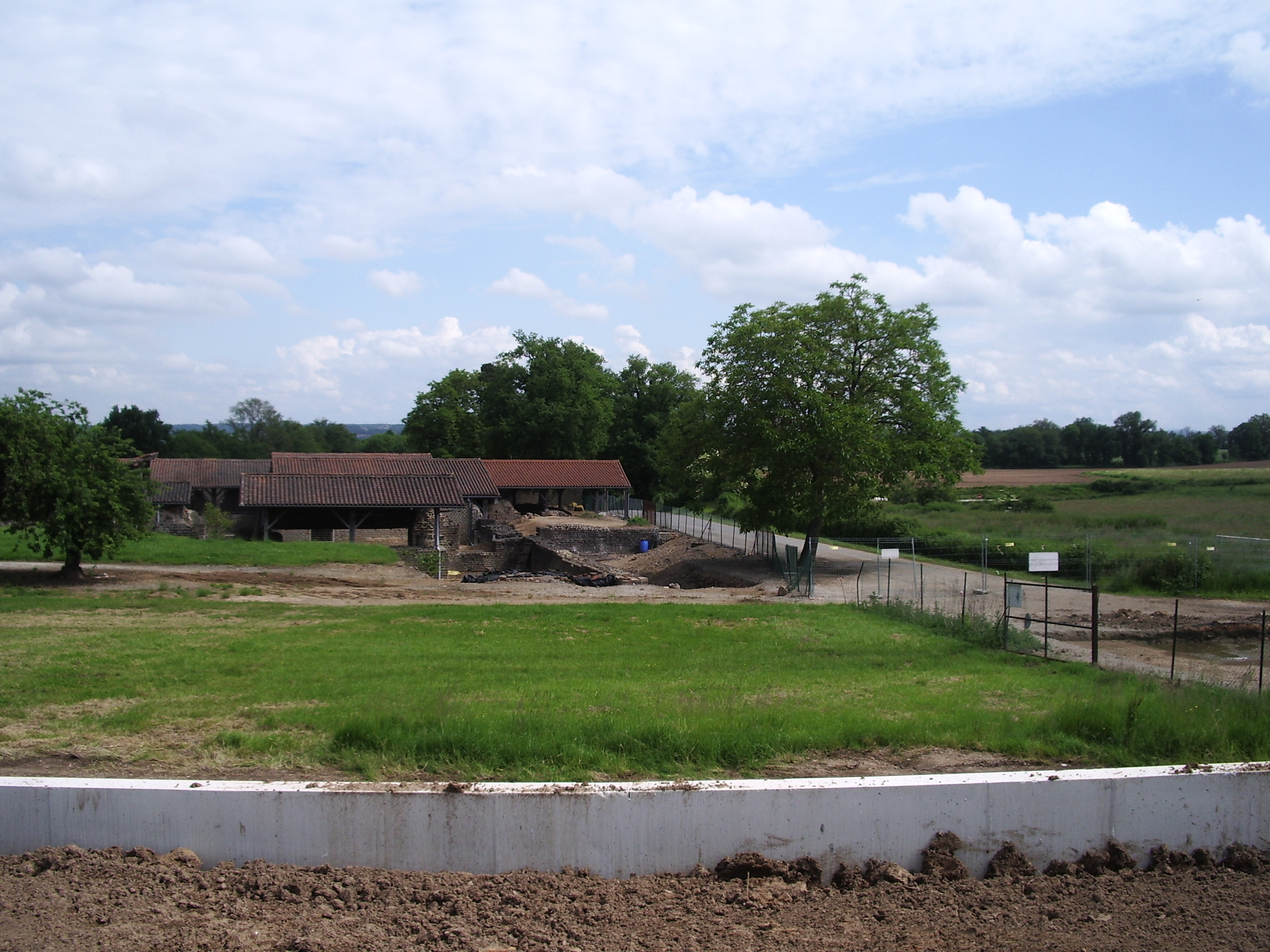
Les thermes vus depuis le bâtiment d'accueil des visiteurs en 2008.

### XVIIIesiècle
En 1748 Nadaud écrit à l'abbé Lebeuf et lui mentionne le mur d'enceinte du « palais », mur pour lequel il donne une longueur de 738 pieds.
En 1779 ou 1780 Coruau et Pierre Beaumesnil, comédien et archéologue à ses heures perdues, visitent le site. Mesurant le même mur que Nadaud mais en le prologeant jusqu'à un taillis vers l'est, ils lui trouvent 1 925 pieds.
Beaumesnil effectue des dessins qu'il agrémente de commentaires.

### XIXesiècle

#### L'abbé Michon, les premières fouilles
En 1844, l'abbé Michon engage les premières fouilles à Chassenon. Il trace les premiers plans de l'agglomération de Cassinomagus.[réf. nécessaire] Déjà à son époque, la partie du mur mesurée par Coruau et Beaumesnil a disparu sous les labours. Michon publie le site en 1845 dans sa Statistique monumentale du département de la Charente, et fait une communication à son sujet en 1847 (publiée en 1848) lors du Congrès archéologique de France : Communication sur la géographie ancienne de la Charente.

#### Le chanoine Arbellot, laSociété historique et archéologique du Limousin
Napoléon III a créé la Commission de topographie des Gaules en 1858 ; le chanoine François Arbellot, président de la Société historique et archéologique du Limousin, en obtient quelques subsides et[réf. nécessaire] mène des fouilles à partir de 1888. Il semble qu'Arbellot aurait effectué des fouilles avant cette date (de 1860 à 1862 ?) et aurait alors découvert les deux petites constructions à l'est du site, qualifiées de fana[réf. nécessaire] ; il a en tout cas pénétré dans les ruines en 1862 écrit une notice sur Chassenon en 1865. D'après Barrière (1937), il a aussi publié en 1862 dans le Bulletin monumental la monographie de l'abbé Nadaud Recherches sur les antiquités du Limousin, écrite selon Barrière vers 1780 et dans lequel Nadaud parle du site de Chassenon. En cette fin du XIXe siècle, les thermes ne sont toujours pas identifiés comme tels et sont encore appelés « caves » et « palais ».

#### Destructions de la fin duXIXesiècle
Mais en 1888, les besoins de l'exploitation agricole conduisent à raser les derniers murs de superstructure des thermes et du temple. Peu de temps après, les vestiges du théâtre antique sont attaqués par une carrière de pierre qui reste en activité jusque dans les années 1930. En 1892, la réfection du mur d'enceinte du cimetière entraîne la destruction des sarcophages du haut Moyen Âge qui le composaient.[réf. nécessaire]

#### Albert Masfrand, laSociété des Amis des sciences et des arts de Rochechouart
Entre-temps, la Société des Amis des sciences et des arts de Rochechouart est créée en mars 1889 sous l'impulsion d'Albert Masfrand. Elle visite le site en juillet de la même année, suivie de près par la Société archéologique et historique du Limousin qui visite le site moins de un mois après, le 1er août. Les fouilles commencent en 1889 ; au cours des 10 années suivantes, des subventions du Ministère de l'Instruction Publique permettent de fouiller huit puits et d'effectuer des sondages archéologiques au temple de Montelu, au théâtre et au « palais de Longeas ». A. Masfrand et al. publient sur le site dans le Bulletin de la Société des amis des sciences et des arts de Rochechouart plusieurs fois entre 1888 et 1901 - dont un plan des « caves de Longeas » par Précigou en 1889.

#### Le musée Masfrand du château de Rochechouart
Dès 1890 la Société a organisé une exposition au château de Rochechouart sur les thèmes de l'anthropologie et de l'ethnographie ; le matériel exposé provient des collections privées de ses membres (plus de 160 membres en 1895) et d'amis de l'association. Deux salles sont réservées à la numismatique et à l'époque gallo-romaine. L'exposition est un succès, avec 4 500 visiteurs en un mois. Ainsi encouragée, la Société prépare une exposition permanente qui ouvre ses portes le 1er juillet 1894 dans quatre salles du château de Rochechouart (aile nord, deuxième étage), montrant les objets collectés depuis 1889, en nombre croissant au fur et à mesure de l'avancement des fouilles. On y voit entre autres la statue de divinité gauloise assise en tailleur trouvée en 1895. En 1900, une sélection d'objets est envoyée à l'Exposition universelle à Paris.
La collecte des objets reste une motivation importante, à partir des monnaies ramassées, et du vidage des puits au sud-ouest du bourg de Chassenon.[réf. nécessaire]

### XXesiècle

#### DébutXXesiècle: une période creuse
Au début du XXe siècle les subventions cessent et les fouilles se réduisent en conséquence ; mais le musée reçoit des dons et peut malgré tout acquérir quelques pièces détenues par des particuliers. 

Des objets sont perdus lorsque le château est affecté en 1915 à des territoriaux qui vident les locaux.
Frank Delage publie sur le site en 1913 dans le Bulletin de la Société archéologique de la Charente, en 1935 dans le Bulletin de la société archéologique du Limousin et lors du congrès archéologique de 1958-1959.

#### Pierre Masfrand: nouveau conservateur, nouvelle lancée
Pierre Masfrand, fils d'Albert, devient conservateur du musée en 1932. Il met en place une nouvelle muséographie, reconstituant des boutiques de marchand de vins, de marchand de liqueurs et d'arômes dans la lignée de celles d'Herculanum et de Pompéi, avec des objets recueillis localement. Il augmente les collections du musée avec des moules de céramiques de Lezoux (collection Raconnat, 1935), et avec la collection Périllaud de Chassenon (1952). Ses propres fouilles à Chassenon agrandissent la collection du musée (villa Bacchus, 1945). Il reçoit une aide non négligeable de Raymond Berlaud, instituteur à Cussac, qui réorganise la collection préhistorique à partir de 1943 et fait don de ses collections personnelles en 1969. En 1937 un petit musée existe à Chassenon dans la maison de F. Périllaud.
À l'occasion de la fermeture de la « carrière des arènes »[réf. nécessaire] en 1936, l'État procède au classement des vestiges du théâtre antique au titre des monuments historiques. À l'époque, c'est une propriété privée.
Pendant la Seconde Guerre mondiale, les conditions d'exercice de l'archéologie commencent à changer, avec la première Loi sur l'archéologie de 1941 et la création des Circonscriptions archéologiques (1942).
Mais en 1953, la Société de Rochechouart cesse son existence et la propriété des collections est transférée à la Ville de Rochechouart. L'État en confie le contrôle au conservateur du musée des Beaux-Arts de Limoges, qui délègue cette fonction au docteur Grézillier. Ce dernier crée en 1957 la Société des Amis de Rochechouart pour soutenir son action. Les inventaires sont repris, des articles sont publiés.

#### Jean-Henri Moreau, les thermes identifiés
À partir de 1958, Jean-Henri Moreau, fondateur cette même année de la Société des amis de Chassenon, prend en main les recherches sur le site. Désormais, le nouveau matériel issu des fouilles reste à Chassenon ; et la Société des amis de Chassenon rachète des terrains. En 1959 les ruines sont classées Monument historique - mais sont encore définies comme les « vestiges de villa gallo-romaine » (en 1959 Grézillier voit dans les « galeries parallèles » les « bassins de décantation dont l'ensemble constitue un château d'eau »). En 1961, Moreau identifie enfin les vestiges comme ceux de thermes publics. Ce travail continu dure 30 ans.
En 1960, le Département de la Charente apporte sa première contribution au financement des travaux.[réf. nécessaire]
En 1967 la municipalité de Rochechouart réaménage les locaux du château. Mais en 1974, le nouveau musée départemental d'art contemporain y emménage ; et le musée Masrand est évincé.
Pendant ce temps, Jean-Henri Moreau fouille toujours le site. En 1974 il explore la circulation des eaux usées dans les canalisations souterraines des thermes. Il utilise les trois quarts des subventions reçues pour consolider les ruines, les mettre à l'abri de l'eau, et pour les aménager en vue des visites. Les toitures protégeant les vestiges des thermes sont réalisées sous son impulsion dans les années 1970. En 1989, il laisse à ses successeurs la poursuite d'un travail remarquablement mené.

#### Fin de siècle: les institutions prennent le relais
En 1984 le département rachète pour un euro symbolique les terrains possédés par la Société des amis de Chassenon (devenue entre-temps l'association des amis de Chassenon) ; et à partir de 1985, il commence à acquérir des parcelles alentour des thermes.

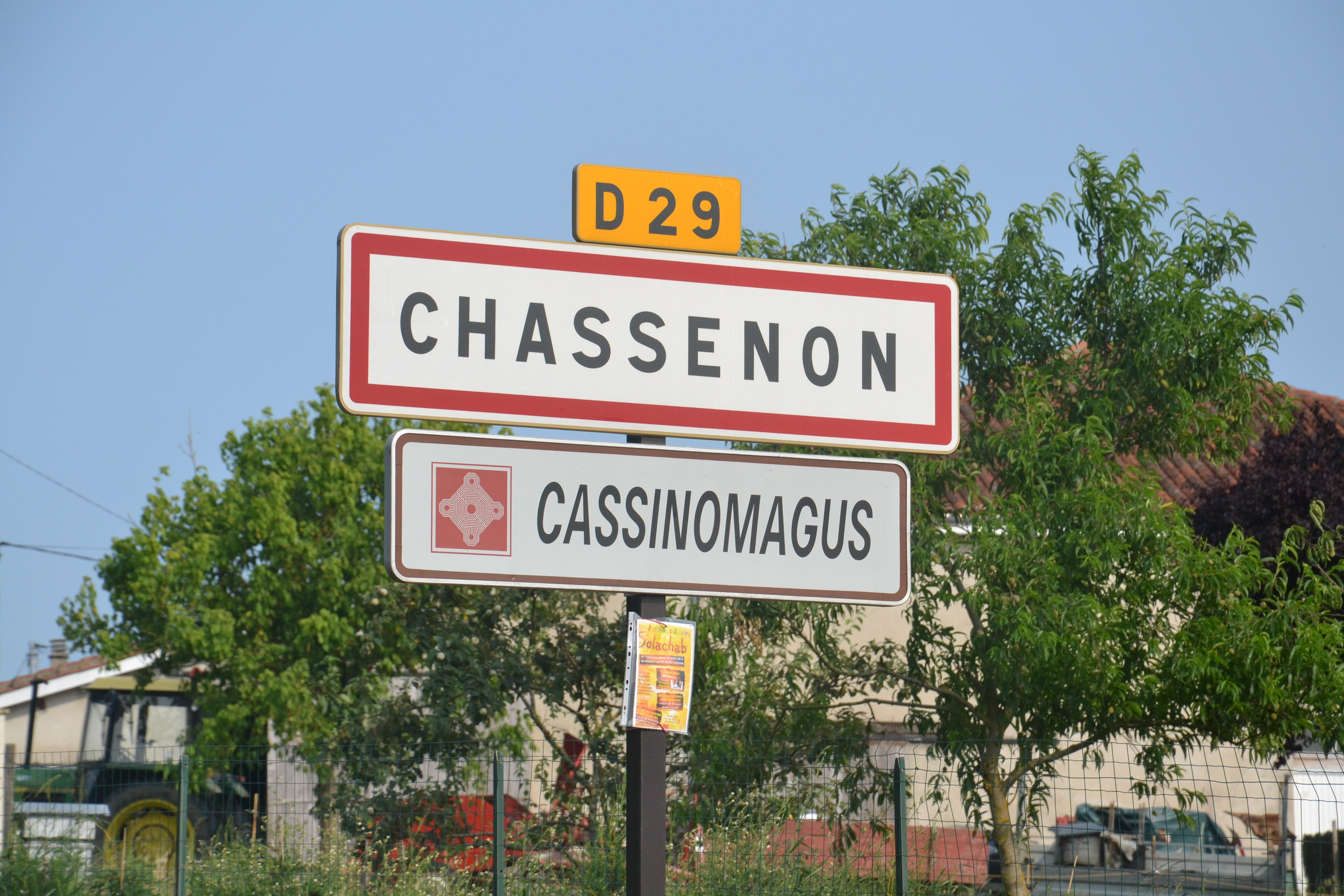
À l'entrée de Chassenon, les deux panneaux français et latin.

Dans les années 1990, l'archéologie poursuit sa professionnalisation. La procédure des fouilles programmées est créée.
Des prospections géophysiques et pédestres sont entreprises et révèlent avec plus de précisions les différentes composantes du site archéologique. La nouvelle chronologie de l'occupation des thermes et la révélation d'une période de réoccupation aux Ve et VIe siècles font l'objet de publications.[réf. nécessaire]
Les collections de l'ancien musée Masrand sont déménagées en 1991 du château de Rochechouart, sans trop de soins : plusieurs pièces sont perdues.
D. Hourcade prend la direction des fouilles en 1995.

### XXIesiècle

#### Valorisation culturelle et touristique
À partir des années 2000, un projet de valorisation culturelle et touristique du site est mis à l'étude par le Département. 
L'appel à projets de recherches de 2003 amène la création d'une réserve archéologique de 28 hectares par le Conseil départemental. L'emprise du site est élargie à partir de 2006, avec l'idée de créer un parc archéologique. Les terrains de l'amphithéâtre, achetés par l'État, sont cédés au Département de la Charente en 2007. Jusque là, seuls les thermes sont ouverts au public. Un établissement public administratif (EPA) est créé par le Département fin 2008 pour gérer le site.
Dans les années 2010, plusieurs tranches de travaux sont prévues. La première tranche concerne les aménagements extérieurs : bâtiment d'accueil, jardins antiques, cheminements extérieurs, parkings ; elle est terminée en 2012 ou 2013. La deuxième tranche inclut le remplacement des toitures qui protègent les ruines des thermes, par un grand dôme translucide, pour un coût de 9 M d'euros ; prévu pour commencer fin 2013, ce projet est retardé d'un an pour raisons budgétaires dues aux désengagements de l'État. Puis le 13 avril 2015, le nouveau conseil départemental refuse ce projet émis par la majorité précédente et jugé trop onéreux.
En décembre 2015, le nouveau conseil départemental dissout l'EPA pour mettre la gestion du site en régie à partir du 1er janvier 2016, avec pour « nom commercial » Cassinomagus - parc archéologique. Depuis 2008, le site s'est étendu et les visiteurs ont maintenant accès à un site de 23 hectares incluant thermes, sanctuaire et temple, et l'aqueduc.

#### Les recherches
En 2002 Sandra Sicard, archéologue départementale, effectue un pré-inventaire photographique de la collection gallo-romaine de Rochechouart. Ce travail est suivi d'autres inventaires réalisés par le Département de la Charente. Puis la municipalité de Rochechouart et les services des Affaires culturelles de l'État acceptent de mettre la collection en dépôt à la base archéologique de Chassenon, où elle arrive enfin le 22 septembre 2011.
En 2003, un appel à projets de recherche débouche sur le projet TherMoNat : « les THERmes dans leur environnement MOnumental et NATurel », est initié. Le champ des recherches s'élargit au-delà des thermes eux-mêmes : des équipes pluridisciplinaires travaillent sur ses relations avec son environnement. La question de l'eau est notamment étudiée : acheminement, distribution, répartition et évacuation.
Ce projet de recherche est suivi en 2011 par un nouveau projet collectif coordonné par les archéologues du département de la Charente. D'abord engagé pour 3 ans, il est reconduit jusqu'en 2018. Son fil conducteur est l'agglomération et son ensemble monumental : chronologie, organisation et techniques. Ainsi en juillet 2017 une équipe coordonnée par Morgan Grall étudie un bâtiment au sud du sanctuaire dans un des quartiers d'habitat, dans le but de comprendre sa fonction et son évolution : demeure d'un riche propriétaire, lieu d'accueil, édifice public… ? En aout 2017 C. Doulan travaille sur le temple de Montélu. La DRAC valide les projets au fur et à mesure de l'avancée des connaissances. Des chantiers de fouilles sont dirigés chaque année par un archéologue départemental (Sandra Sicard en 2017) et des chercheurs intervenant dans le cadre de partenariat et de convention avec les universités de Bordeaux III et de Poitiers. L'archéosite inclut un dépôt de fouilles.
2011 est aussi l'année de réalisation d'un programme de relevés photogrammétriques des vestiges des thermes par l'équipe d'Archéotransfert (CNRS - Université de Bordeaux). Des modèles en 3 dimensions sont créés à partir de 35 000 clichés photographiques pour l'ensemble des thermes,.

## Cassinomagus aujourd'hui

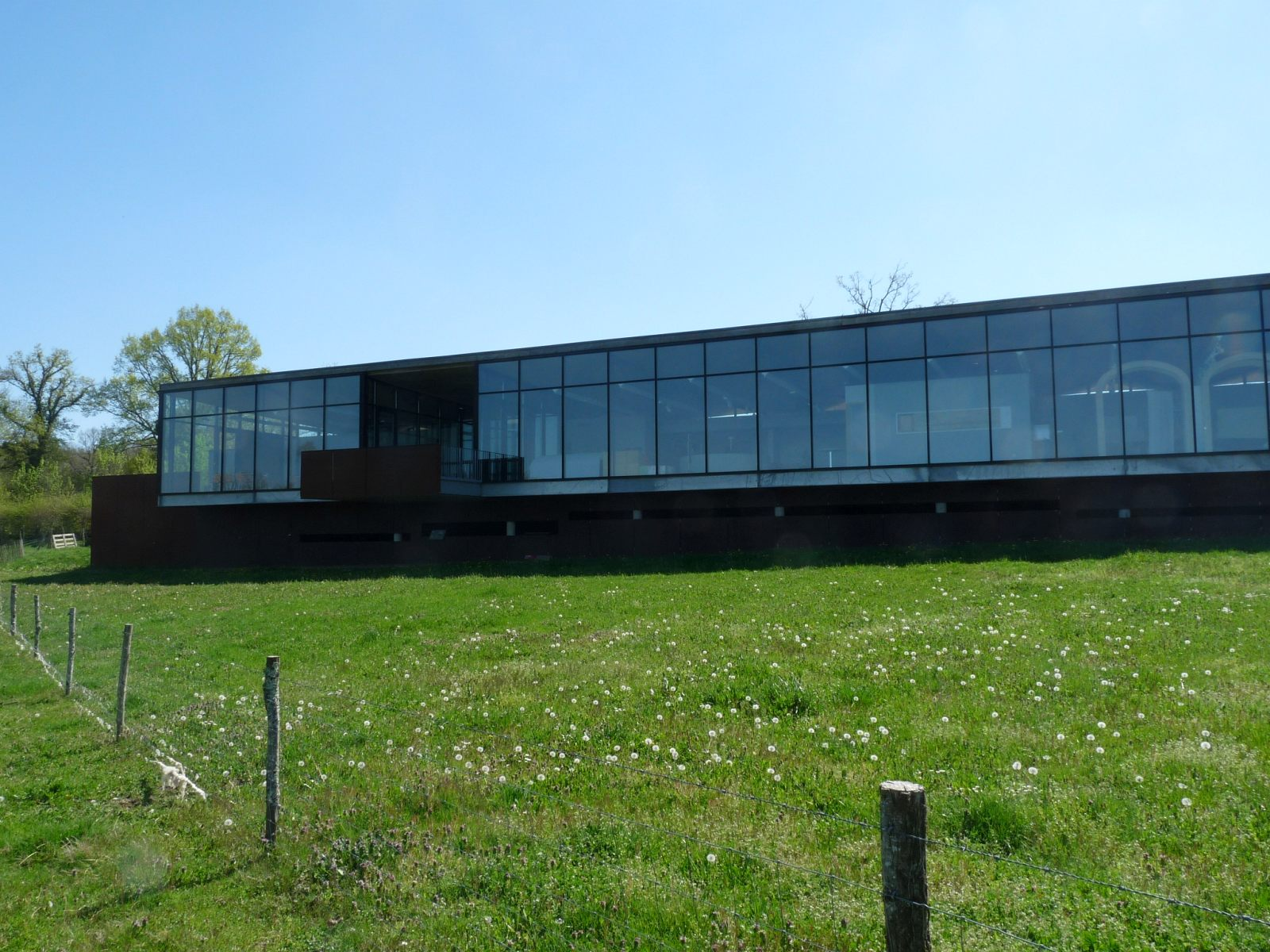
Le nouveau centre d'accueil (boutique, expositions).

### Le parc archéologique Cassinomagus

#### Le parc
Cassinomagus est le nom du parc archéologique qui inclut les vestiges des thermes, de l'aqueduc et du temple de l'ancien complexe monumental dans un espace de 20 hectares.
Le parc archéologique comprend également un jardin botanique, le jardin de Pline, où sont cultivées des plantes utilisées par les gallo-romains,.
Son centre d'accueil moderne offre un espace d'exposition d'environ 80 m2, un espace de projection vidéo, un espace de petite restauration et une boutique. Un autre bâtiment de 60 m2 abrite aussi du matériel archéologique exposé au public. Deux salles pédagogiques peuvent héberger des conférences et des activités principalement destinées aux groupes scolaires.
L'exploitation du site, son entretien et le développement de son offre touristique et culturelle ont été confiés en 2017 à la société Alfran par le Département de la Charente. L'association Les Amis de Chassenon participe également à l'animation du site.

#### L'offre culturelle et touristique
Ouvert au public d'avril à novembre, toute l'année aux groupes sur réservation, le parc propose des visites libres avec différents supports de médiation (audioguides, livrets de visite, carnet enfants), des visites commentées classiques ou théâtralisées et de nombreuses animations démonstratives ou participatives (fouilles archéologiques, soins du corps, confection de mosaïque et de lampe à huile etc.). En lien avec les archéologues départementaux, il propose également des visites des chantiers de fouille en été.
Notamment dans le cadre du programme Collège et Patrimoine du Département de la Charente, le parc accueille environ 5 000 scolaires chaque année pour des visites commentées et des ateliers pédagogiques en lien avec le programme scolaire.
Depuis 2019, le parc a également développé des visites de type ludique comme le jeu d'aventure Le trésor perdu de Cassinomagus qui fait parcourir l'ensemble du parc et des vestiges et donne la possibilité aux joueurs d'accéder à une pièce secrète des thermes à l'issue d'une suite d'énigmes.

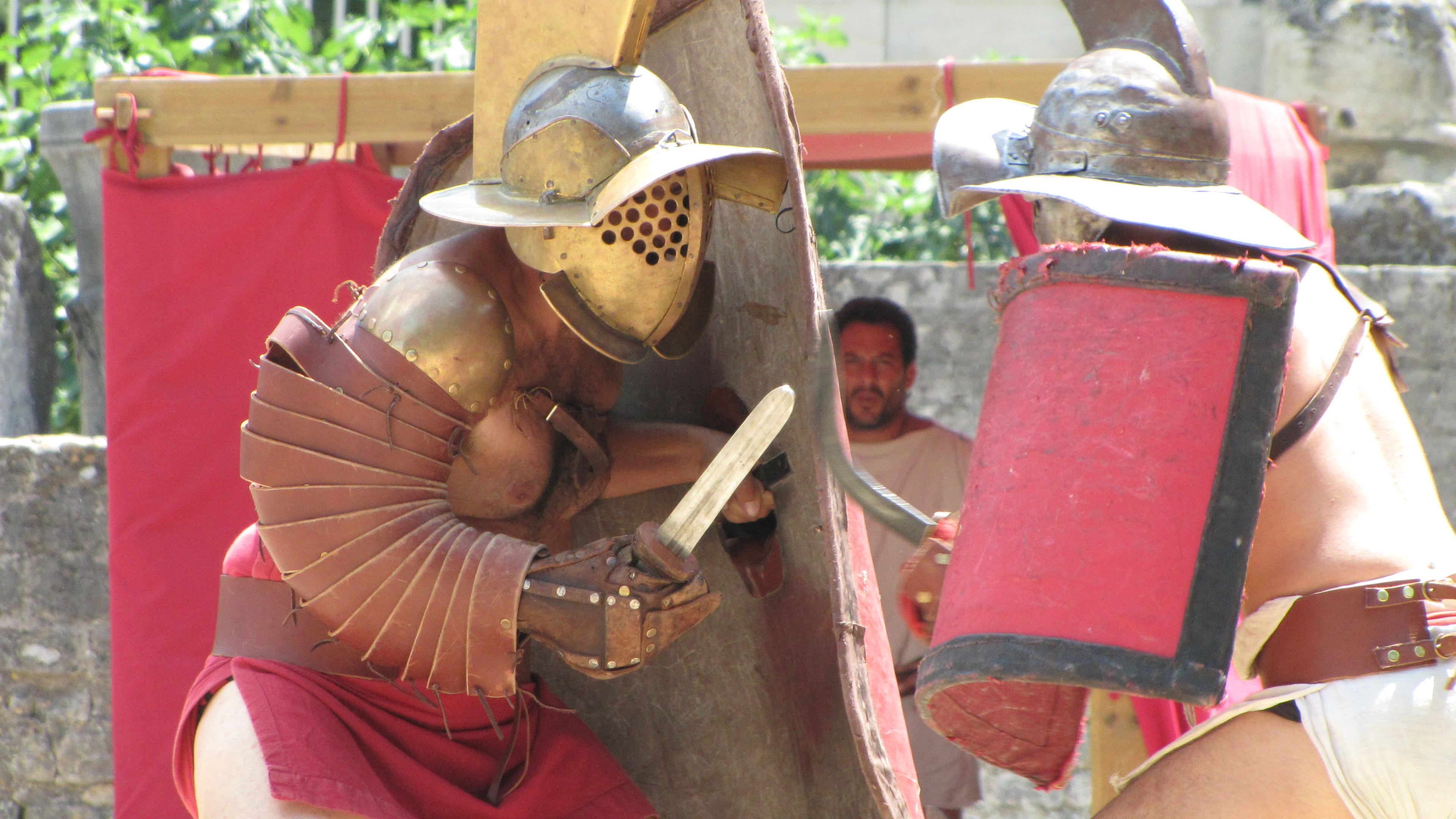
Spectacle : combat de gladiateurs.

La programmation événementielle du parc comprend chaque année Les Journées des thermes en juillet, journées de spectacles et de reconstitutions historiques avec des compagnies spécialisées, le spectacle nocturne des Nuits Archéologiques du Département de la Charente, un concert participant au festival Le Temps Suspendu en coproduction avec les Amis de Chassenon, et de nombreuses animations à l'occasion d'événements saisonniers (Cluedo géant à la Toussaint, chasse aux œufs à Pâques, nocturnes en été, visites adaptées lors des Journées Européennes du Patrimoine, des Rendez-Vous au Jardin, des Journées Nationales de l'Archéologie etc.)
Depuis 2018, Cassinomagus attire entre 20 000 et 25 000 visiteurs chaque année.

### Chemin d'interprétation et valorisation des environs des thermes
Un « chemin d'interprétation » passe par les thermes, la partie Est de l'aqueduc, Fonts Chaudes, l'amphithéâtre, la Piète, le vieux cimetière, Font de la Pierre, les Croupettes, les Coutis, la Meule et Laubert
Un parcours du jeu Tèrra Aventura, chasse au trésor en ligne de type géocaching développée dans toute la région Nouvelle Aquitaine, se déroule autour du parc archéologique.

### Classements et inscriptions aux monuments historiques
Les vestiges de l'amphithéâtre sont classés monument historique depuis 1936. 

Le site des thermes antiques est classé monument historique depuis 1959.
Le 21 septembre 1987, les thermes de Longeas, le temple de Montélu et l'amphithéâtre du Bourg sont classés monuments historiques ; et le forum, les petits temples, l'aqueduc et les carrières gallo-romaines du lieu-dit les Mouillères sont réunis en une inscription globale en tant que monuments historiques. Par l'arrêté du 11 décembre 2023, l'ensemble des parcelles formant le site de l'agglomération antique de Cassinomagus, ainsi que les vestiges archéologiques, sont classés.